# Gewöhnliche Bodentrichterspinne
Die Gewöhnliche Bodentrichterspinne oder Erdfinsterspinne (Coelotes terrestris) ist eine Spinne aus der Familie der Trichterspinnen (Agelenidae). Der Trivialname „Erdfinsterspinne“ rührt von der einst angenommenen Zugehörigkeit der Bodentrichterspinnen (Coelotes) mitsamt dieser Art zur Familie der Finsterspinnen (Amaurobiidae), die jedoch mittlerweile widerlegt ist.
Das Verbreitungsgebiet der Gewöhnlichen Bodentrichterspinne erstreckt sich von Europa bis in die Türkei. Dort kommt sie in einem breiten Spektrum an Habitaten (Lebensräumen) vor, ist jedoch besonders in Wäldern verschiedener Art auffindbar und bewohnt dort mit großer Vorliebe den Bodenbereich. Dabei ist die Häufigkeit der Art von der Diversität des Waldbiotops mitsamt den unterschiedlichen Mikrohabitaten sowie der Luftfeuchtigkeit abhängig. Letztere ist bei der Wahl des Lebensraumes vor allem deshalb relevant, da die Gewöhnliche Bodentrichterspinne eher hemihygrophil (feuchtigkeitsliebend) ist und deshalb zu trockene, aber auch zu feuchte Habitate meidet.
Die Gewöhnliche Bodentrichterspinne legt wie alle den Trichterspinnen angehörigen Arten ein für die Familie typisches und namensgebendes Trichternetz zum Fang von Beutetieren an, dessen Aufbau allerdings bei dieser Art variieren kann. Neben dem eigentlichen Netzteppich für den Beutefang verfügt das Netz dementsprechend auch über eine in einem Hohlraum angelegte Wohnröhre. Mithilfe des Fangnetzes erbeutet die Spinne ein großes Spektrum an anderen Wirbellosen, besonders jedoch Käfer. Das Weibchen der Gewöhnlichen Bodentrichterspinne zeigt ein verglichen mit anderen Spinnen hochentwickeltes Brutverhalten. Die Jungtiere verweilen noch einige Zeit im Netz und werden von ihrer Mutter gefüttert, ehe sie sich verselbstständigen.

## Merkmale

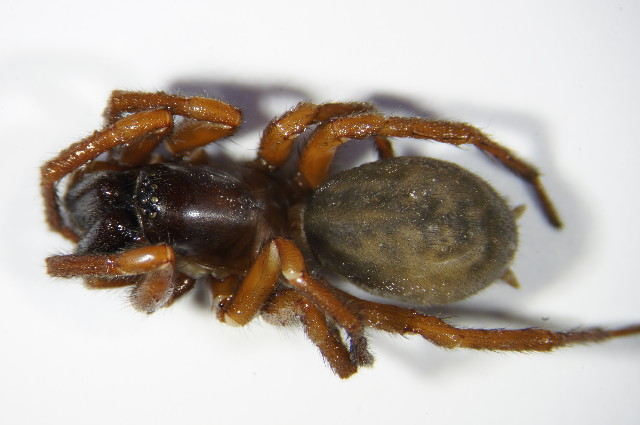
Präpariertes Weibchen in der Zoologischen Staatssammlung München

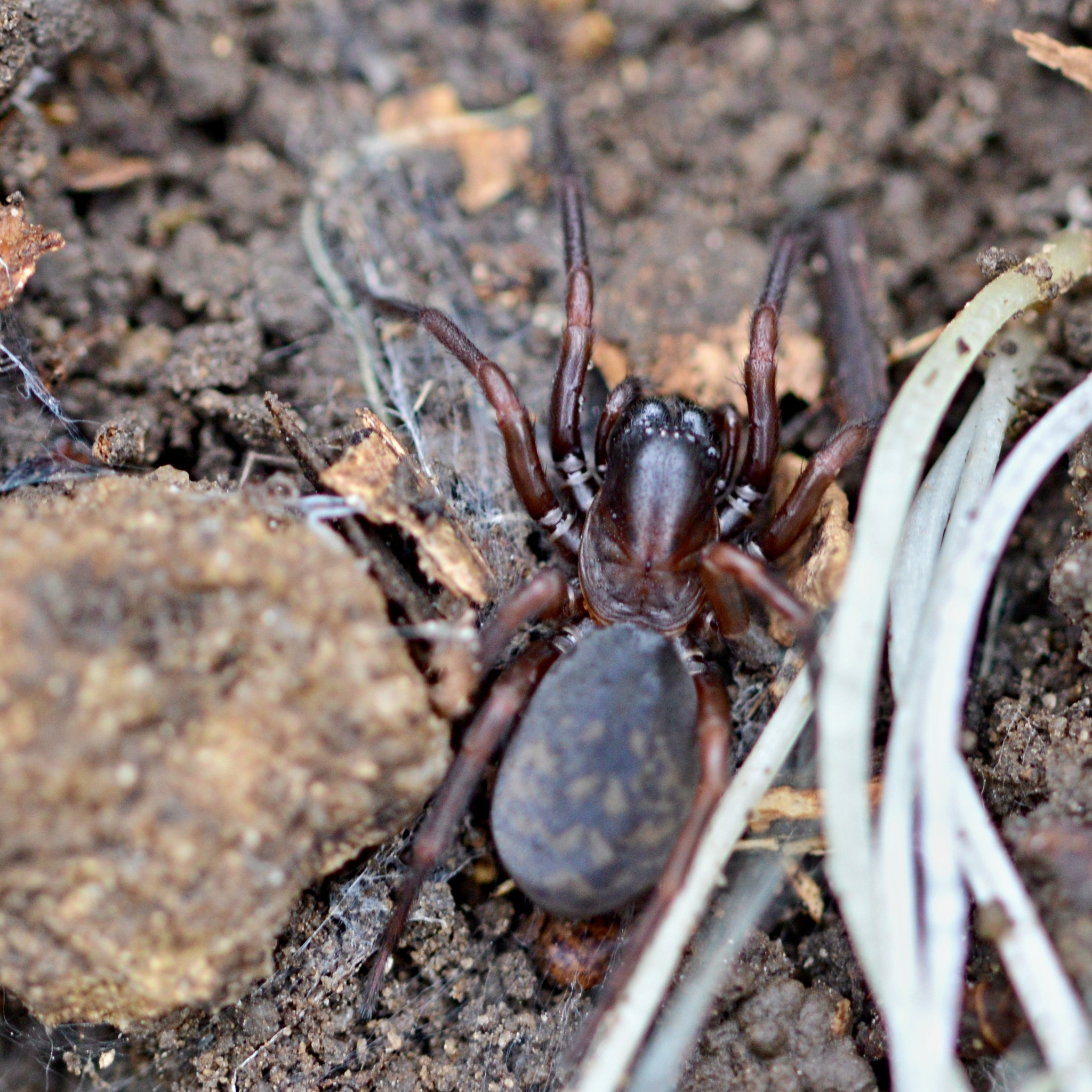
Dorsalansicht eines Weibchens

Das Weibchen der Gewöhnlichen Bodentrichterspinne erreicht eine Körperlänge von 10 bis 13 und das Männchen eine von 8 bis 10 Millimetern. Der Körperbau der Art entspricht dem anderer Bodentrichterspinnen (Coelotes).
Das Prosoma (Vorderkörper) der Gewöhnlichen Bodentrichterspinne ist wie bei den anderen Bodentrichterspinnen und anders als bei anderen Trichterspinnen kaum verschmälert. Der Carapax (Rückenschild des Prosomas) ist dunkel rotbraun bis schwarz gefärbt. Das Sternum (Brustschild des Prosomas) erscheint fast schwarz. Die Beine der Art sind einfarbig rotbraun bis dunkel rotbraun gefärbt.
Das Opisthosoma (Hinterleib) besitzt eine dunkelgraue bis schwarzgraue Grundfärbung. Dorsal (rückenseitig) befindet sich auf selbiger Seite ebenfalls im anterioren (vorderen) Teil des Opisthosomas ein dunkles Medianband, das nach hinten hin zunehmend verengt und schließlich am posterioren (hinteren) Bereich des Opisthosomas in eine gelbgraue Winkelzeichnung übergeht. Posterior befinden sich auf der dorsalen Fläche des Opisthosoma gelblich-graue Seitenstreifen. Lateral (seitlich) ist das Opisthosoma mit gelblichgrauen Mustern versehen.

### Genitalmorphologische Merkmale
Beim Männchen der Gewöhnlichen Bodentrichterspinne verfügt ein einzelner Pedipalpus (umgewandelte Extremität im Kopfbereich), wie bei Bodentrichterspinnen (Coelotes) üblich, über eine Apophyse (chitinisierter Fortsatz) an der Patella (Glied zwischen Femur (Schenkel) und Tibia (Schiene)), dessen distaler Rand deutlich eingerückt ist. Der Konduktor (Samenleiter) eines einzelnen Bulbus (männliches Geschlechtsorgan) weist eine schmale, kurze Spitze auf.
Die Epigyne (äußeres weibliches Geschlechtsorgan) der Art wird innerhalb der Gattung besonders durch die parallel verlaufenden Seitenränder gekennzeichnet. Der Vorderrand ist stark ausgeprägt. Dazwischen befindet sich eine quadratische Grube.

### Differenzierung von ähnlichen Spinnen

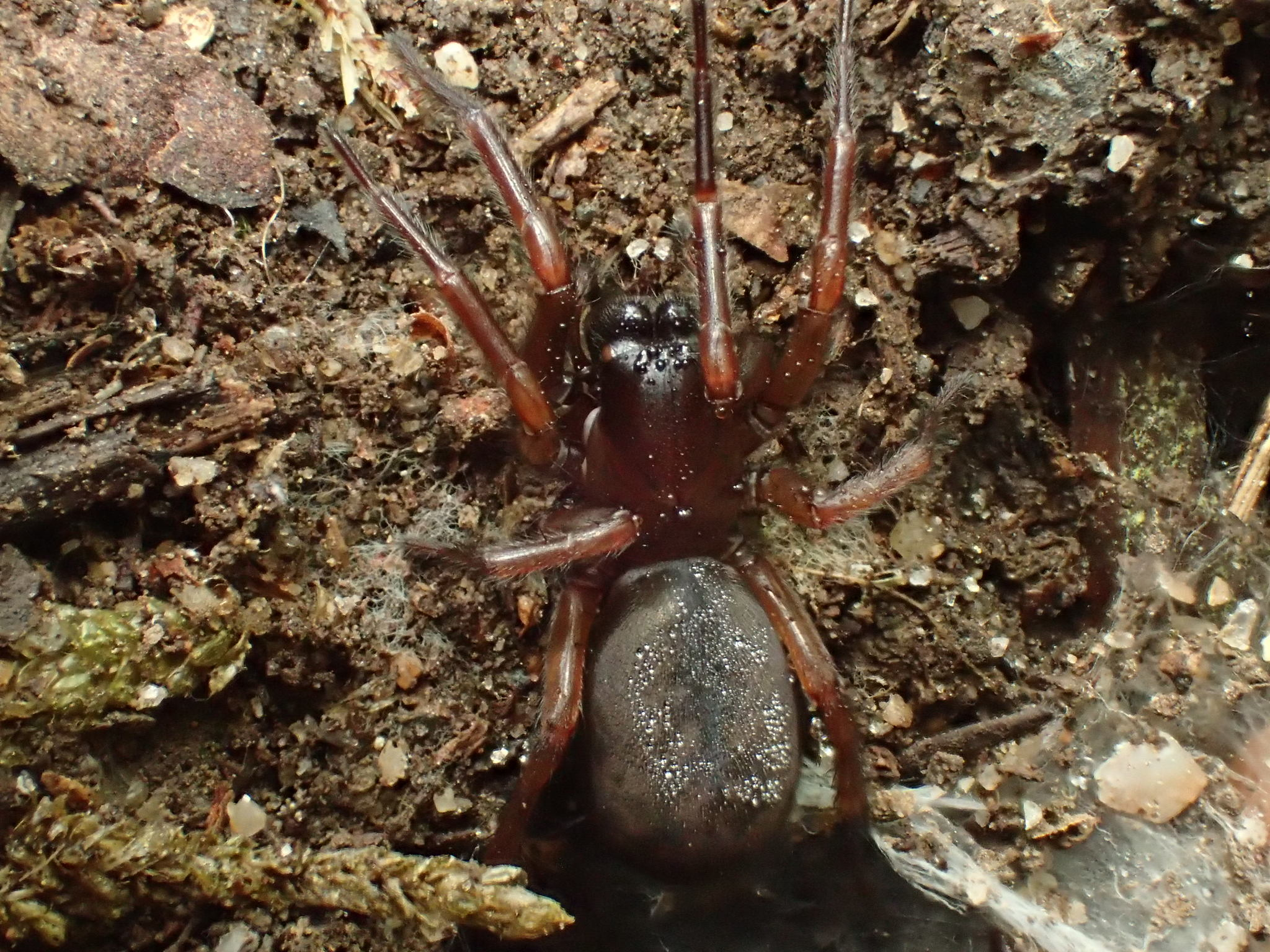
Weibchen der Westlichen Bodentrichterspinne (Coelotes atropos)

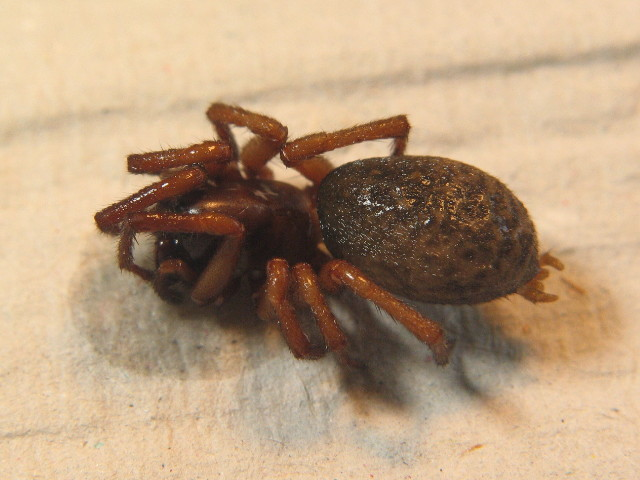
Präpariertes Weibchen der Stachellosen Bodentrichterspinne (Inermocoelotes inermis)

Die Gewöhnliche Bodentrichterspinne sieht vielen anderen Arten der Bodentrichterspinnen (Coelotes) ähnlich, etwa der Alpen-Bodentrichterspinne (C. solitarius). Die anderen Vertreter der Gattung verfügen über ein kleineres Verbreitungsgebiet oder sind im Allgemeinen seltener als die Gewöhnliche Bodentrichterspinne.
Die meisten Ähnlichkeiten teilt die Gewöhnliche Bodentrichterspinne mit der Westlichen Bodentrichterspinne (C. atropos), deren Opisthosoma meistens heller und weniger deutlich gezeichnet ist. Außerdem ist beim Männchen der Westlichen Bodentrichterspinne die Apophyse an der Patella mit drei kurzen, abgerundeten Fortsätzen ausgestattet, während die Epigyne dieser Art anterolateral (vorne seitlich) eine undeutliche Vorwölbung aufweist.
Die Gewöhnliche Bodentrichterspinne kann überdies leicht mit der sehr ähnlichen und zu den Scheinbodentrichterspinnen (Inermocoelotes) zählenden Stachellosen Bodentrichterspinne (I. inermis) verwechselt werden, die ebenfalls gemeinsam mit der Gewöhnlichen Bodentrichterspinne angetroffen kann, wenn auch zumeist in geringerer Individuendichte. Aufgrund der starken Ähnlichkeiten beider Arten zueinander lässt sich die Stachellose Bodentrichterspinne genauso lediglich anhand genitalmorphologischer Merkmale sicher von der Stachellosen Bodentrichterspinne unterscheiden. Der Konduktor eines einzelnen Bulbus ist bei der Stachellosen Bodentrichterspinne basal mit einem breiten Fortsatz versehen und die Spitze von je einem Bulbus verläuft quer zur Längsachse des Cymbiums (drittes und letztes Sklerit, bzw. Hartteil des Bulbus). Die Grube der Epigyne des Weibchens ist bei dieser Art doppelt so lang wie breit und besitzt überdies ein mehr oder weniger gewundenes Erscheinungsbild.

## Vorkommen

Nachweiskarte der Gewöhnlichen Bodentrichterspinne

Die Gewöhnliche Bodentrichterspinne ist in Europa und der Türkei vertreten. Das Verbreitungsgebiet reicht nördlich bis nach Dänemark. In Mitteleuropa ist die Art mit Ausnahme des Baltikums und der Oblast Kaliningrad sowie Kroatien flächendeckend verbreitet, was auch auf Westeuropa zutrifft. Dort ist die Gewöhnliche Bodentrichterspinne in den Benelux-Ländern, auf dem Festland Frankreichs und auf Großbritannien nachgewiesen.
Auf Großbritannien selber ist die Art vor allem im Südosten Englands vertreten und ersetzt dort die Westliche Bodentrichterspinne (Coelotes atropos). Von den anderen Teilen Großbritanniens existieren nur vereinzelte Funde der Gewöhnlichen Bodentrichterspinne. Alte Überlieferungen der Art aus Yorkshire und Berwickshire beruhen vermutlich auf Verwechslungen mit der Westlichen Bodentrichterspinne, die im Gegensatz zur Gewöhnlichen Bodentrichterspinne vor allem den Westen und den Norden Großbritanniens bewohnt.
In Osteuropa ist die Gewöhnliche Bodentrichterspinne nur in der Ukraine und in Belarus präsent, während sie in Südosteuropa bislang in den Staaten Rumänien, Bulgarien und Nordmazedonien sowie auf dem Festland Griechenlands und dem europäischen Teil der Türkei nachgewiesen wurde.
In Deutschland bewohnt die Art besonders die gebirgigen Regionen. Beispiele sind die Fränkische Alb, der Burgberg bei Erlangen und das Gebiet des Ortsteils Rathsberg bei Erlangen.

### Lebensräume
Die Gewöhnliche Bodentrichterspinne bewohnt bevorzugt Wälder, die nicht zu trocken sein dürfen. Darunter wiederum werden insbesondere Laub- und Nadelwälder gesucht, die eine höhere Bonität (Qualität des Bodengrunds) aufweisen. Am häufigsten bewohnt die Art gebirgige Waldgebiete auf lehmigen Böden. Die Spinne bewohnt aber genauso ebene Areale mit sandigem Untergrund, wobei sie die Unterschiede der Feuchtigkeit beider Bodengründe dadurch ausgleicht, indem sie Gebiete mit hohem Grundwasserstand besiedelt.
Die Gewöhnliche Bodentrichterspinne benötigt, wie für hemihygrophile (feuchtigkeitsliebende) Arten üblich, zwar eine höhere Sättigung von Wasserdampf in der umgebenden Luft, besitzt dabei aber verglichen mit anderen Lebensformen, die eine gleiche Bevorzugung besitzen, eine hohe Widerstandsfähigkeit gegenüber der relativen Luftfeuchte von 30 % bis 75 %. Aufgrund dessen ist es der Spinne auch möglich, Trockengebiete mit Rohhumus zu bewohnen, da dieser eine hohe Wasserkapazität sowie gute Isolation gegenüber einer für die Spinne zu hohen Wärme aufweist.
Da die Feuchtigkeit in den von der Gewöhnlichen Bodentrichterspinne bevorzugten Habitaten stark schwankt, ist die Art dort in inselartigen Populationen vertreten. In Übergangsgebieten der bevorzugten Lebensräume, darunter trockene dürftige Kiefernbestände, kann die Spinne ebenfalls zahlreich vorkommen. Dies ist darauf zurückzuführen, dass sie sich nicht in umgebende Trockengebiete ausbreiten kann.
Von Wäldern ausgehend bewohnt die Gewöhnliche Bodentrichterspinne auch Waldränder, Feldgehölze sowie Busch- und Heckenlandschaften. Gelegentlich werden auch holzarme Offenlandhabitate, wie Magerrasen, Brachen, Ruderalflächen oder Heiden von der Art besiedelt. Auf Großbritannien ließ sich die Spinne zusätzlich auch an mit Moosen bewachsenen Gewässerufern nachweisen.

Weibchen in typischen Fundorten
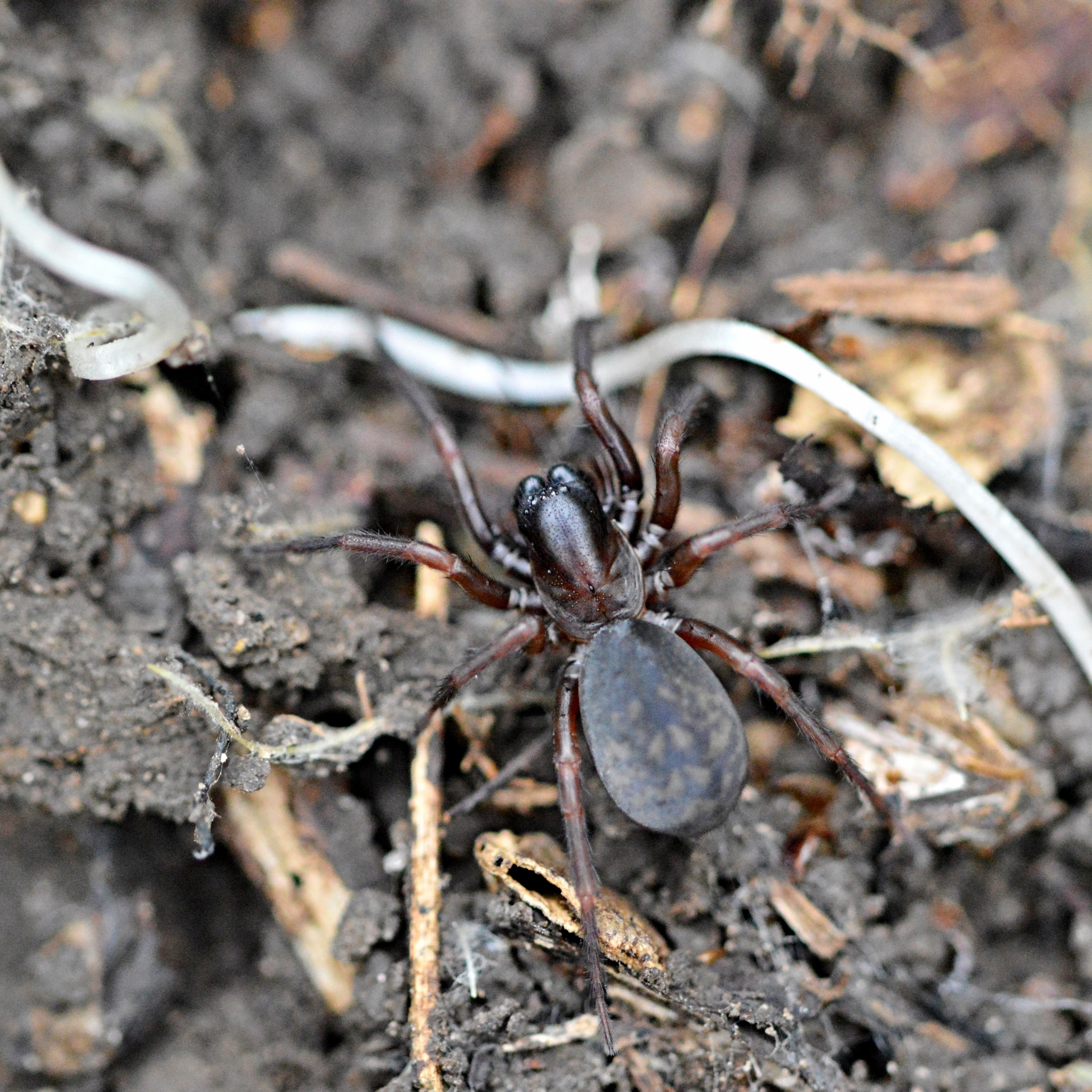
Bodengrund
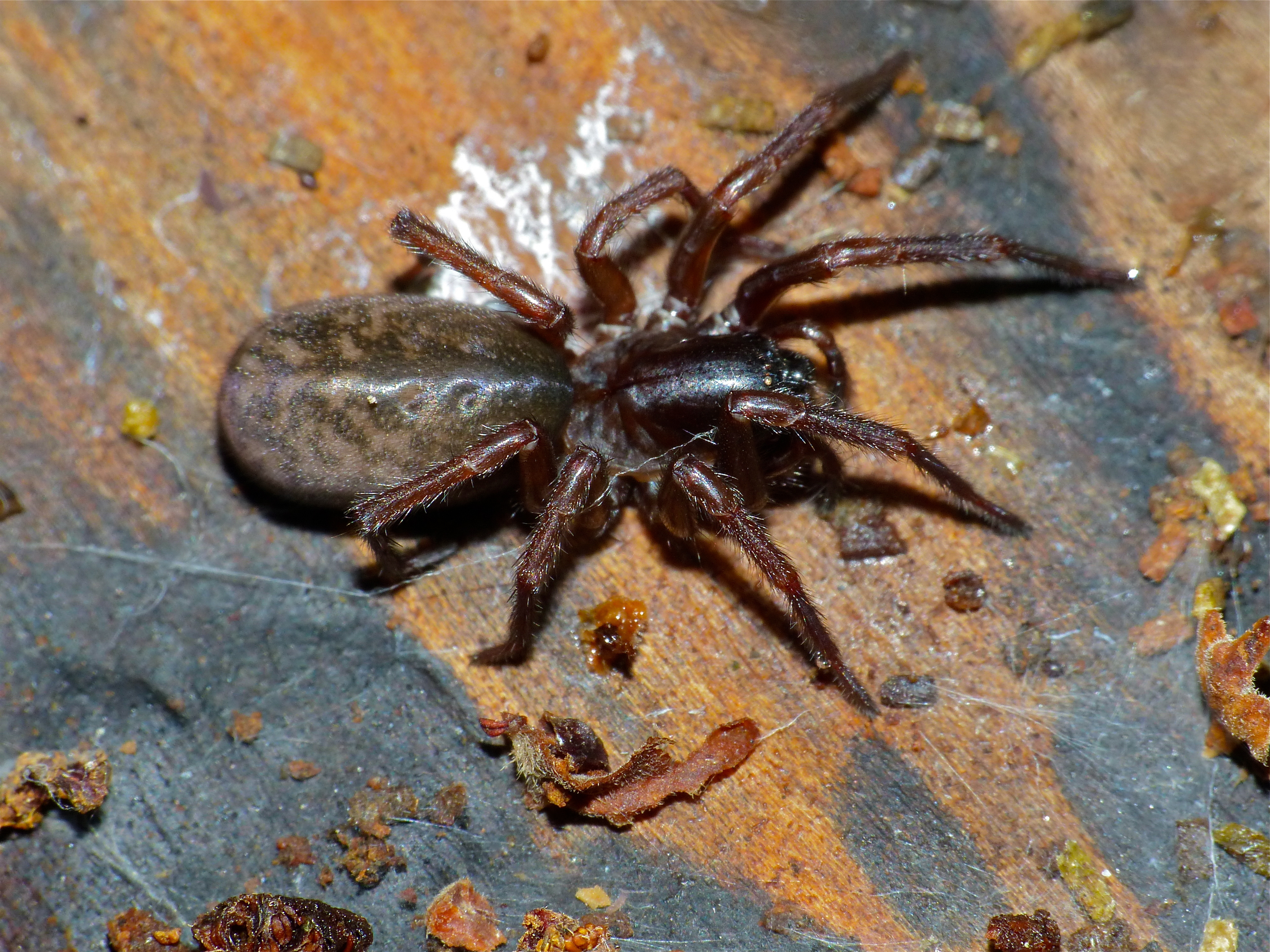
Gehölz
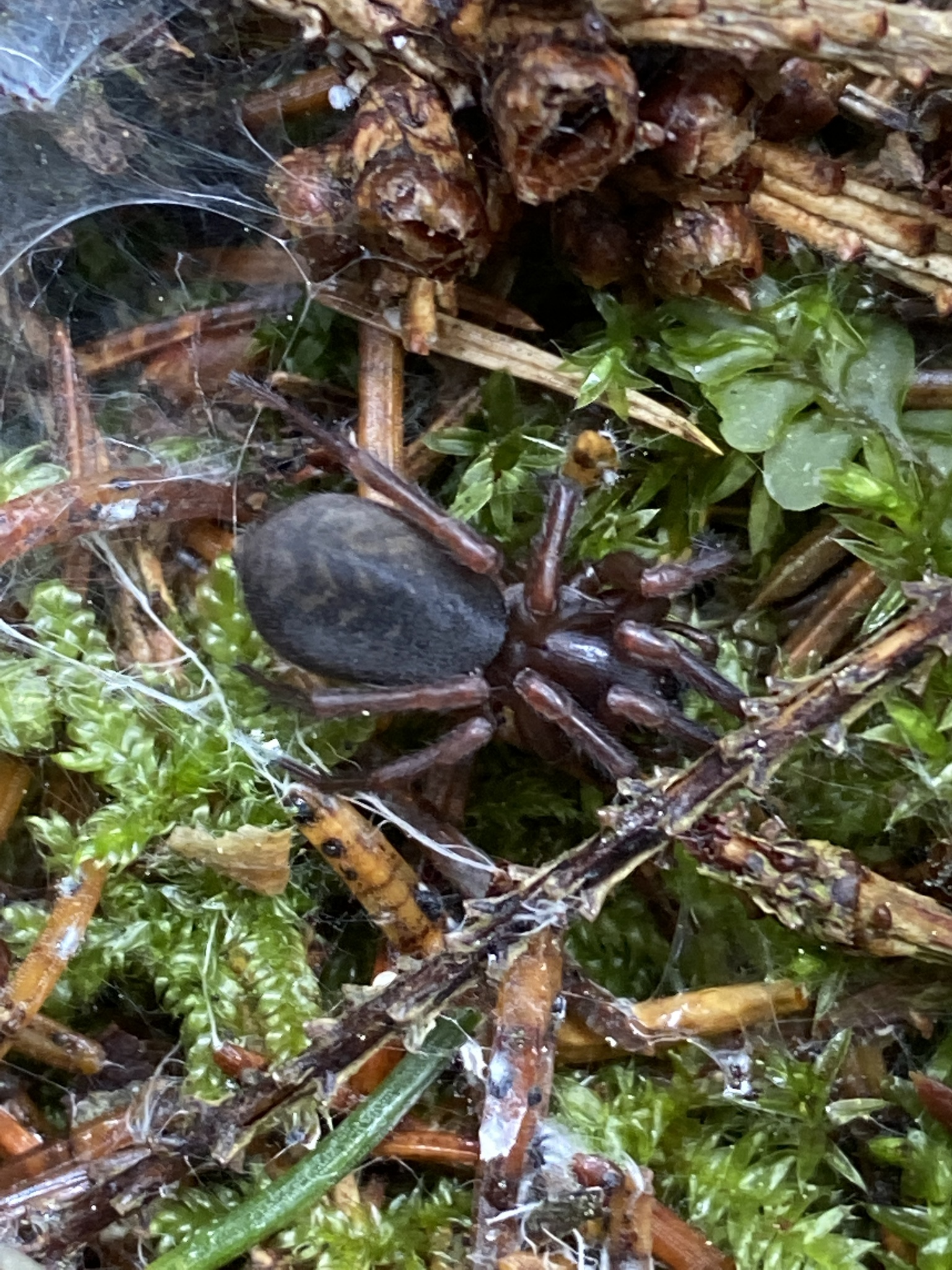
Moosschicht

### Gefährdung
Der Gefährdungsgrad der Gewöhnlichen Bodentrichterspinne fällt je nach Land unterschiedlich aus. Die Art gilt in ihrem Verbreitungsgebiet grundsätzlich als sehr häufig. In der Roten Liste gefährdeter Arten Tiere, Pflanzen und Pilze Deutschlands wird die Gewöhnliche Bodentrichterspinne als „ungefährdet“ eingestuft, da sie auch in Deutschland als sehr häufig gilt und die Bestände sowohl lang- als auch kurzfristig gleichbleibend sind.
Obgleich dort deutlich seltener, so wird die Gewöhnliche Bodentrichterspinne in der Roten Liste Großbritanniens (1991) gemäß IUCN-Maßstab in der Kategorie LC („Least Concern“, bzw. nicht gefährdet) erfasst. Dort gilt die Art zwar als weit verbreitet, jedoch eher nur als lokal vertreten und auch nie in hoher Dichte vorfindbar. Als Bedrohung der Gewöhnlichen Bodentrichterspinne auf der Insel werden der Verlust von natürlichen Waldgebieten durch intensive Forstwirtschaft und der Verlust von Heidelandschaften sowie das Entfernen von abgefallenen Stämmen und Totholz betrachtet. In der Roten Liste der Spinnen Tschechiens (2015) wird die Gewöhnliche Bodentrichterspinne in der IUCN-Kategorie ES („Ecologically Sustainable“, bzw. ökologisch anpassbar) erfasst.

## Lebensweise

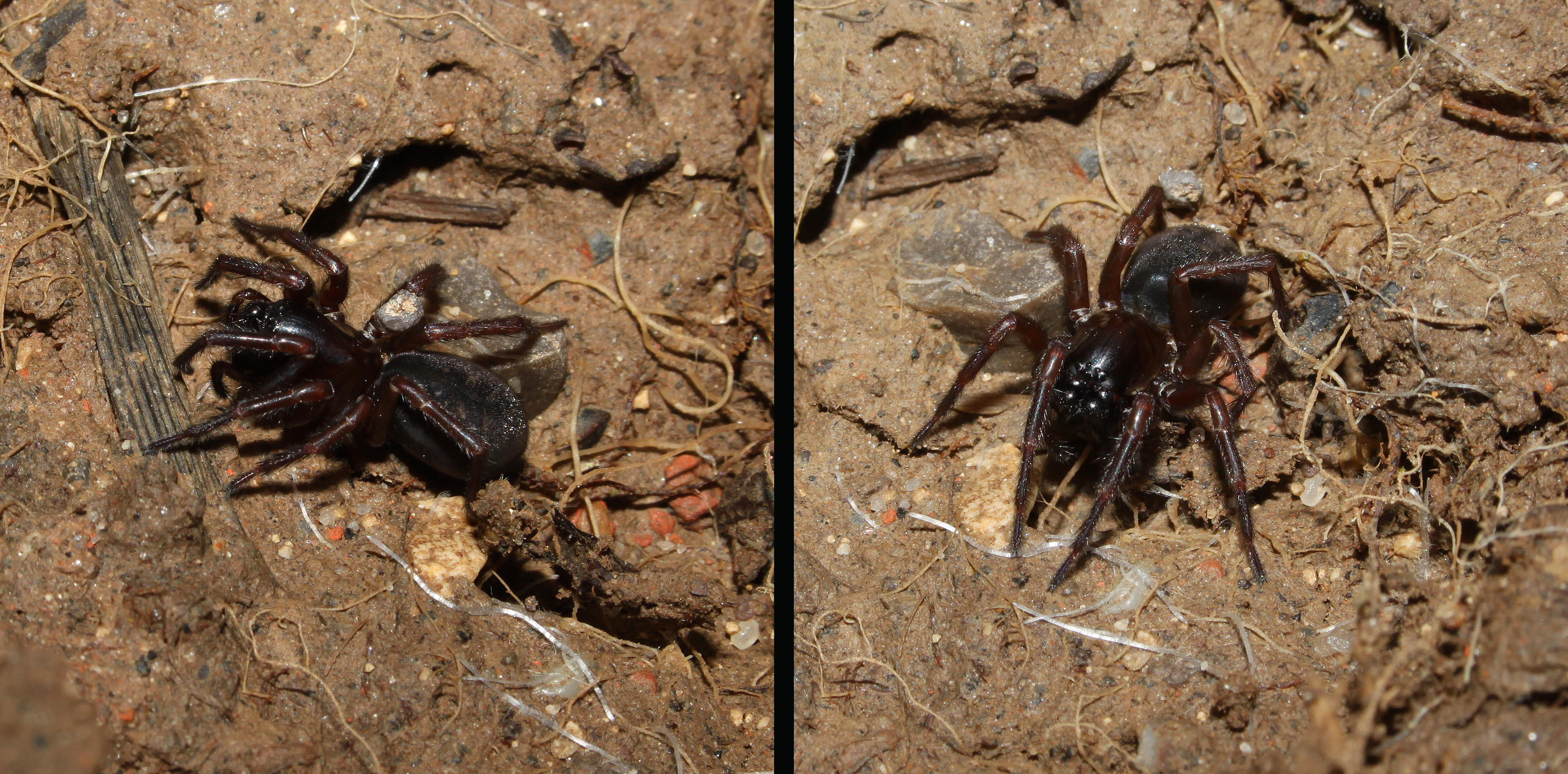
Verschiedene Ansichten eines Weibchens auf dem Bodengrund. Durch ihre terrestrische Lebensweise hält sich die Gewöhnliche Bodentrichterspinne auf diesem bevorzugt auf.

Die Biologie der Gewöhnlichen Bodentrichterspinne wurde 1961 von Erwin Tretzel ausführlich beschrieben. Die Spinne ist wie alle Bodentrichterspinnen (Coelotes) terrestrisch (bodenbewohnend) und außerdem wie alle Trichterspinnen (Agelenidae) nachtaktiv. Auch die für die Familie typische versteckte Lebensweise ist bei dieser Art vorhanden. Auf Lehmböden hält sich die Spinne in Bodenspalten unter den flach ausgebreiteten Wurzeln von Fichten (Picea) und in der Streuschicht auf. Auf sandigem Untergrund findet sie sich wenn die Rohhumus- und Streuschicht sockelartig den Fuß von Stämmen von Kiefern (Pinus) umgibt. Ebenso ist sie unter großen Steinen anzutreffen. Auch bewohnt die Gewöhnliche Bodentrichterspinne auf Sandböden hochwüchsige Schlafmoose (Hypnum), während sie Torfmoose (Sphagnum) meidet.
Das Bedürfnis nach Wasser ist bei der Art sehr gering und kann nach Möglichkeit auch aus feuchtem Rohhumus gewonnen werden. Dafür beißt die Spinne in den Humus hinein. Die Aufnahme von Wassertropfen ließ sich nur in Gefangenschaft nachweisen und setzte dann ebenfalls nur vereinzelt bei einer länger stattfindenden Simulation einer Trockenzeit ein.

### Jagdverhalten
Die Gewöhnliche Bodentrichterspinne lebt wie alle Spinnen räuberisch und legt für den Jagdzweck ein Spinnennetz an. Wie alle Spinnen mit dieser Jagdweise gilt auch diese Art als Lauerjäger.

#### Netzbau
Bei dem Netz der Gewöhnlichen Bodentrichterspinne handelt es sich vom Grundprinzip her um ein für Trichterspinnen (Agelenidae) übliches und namensgebendes Trichternetz. Je nach Beschaffenheit des Netzbaustandortes kann es bei dieser Art sehr unterschiedlich aufgebaut sein. Die Spinne arbeitet entsprechend ihrer Aktivitätszeit nur nachts an ihrem Netz.

##### Standort des Netzes

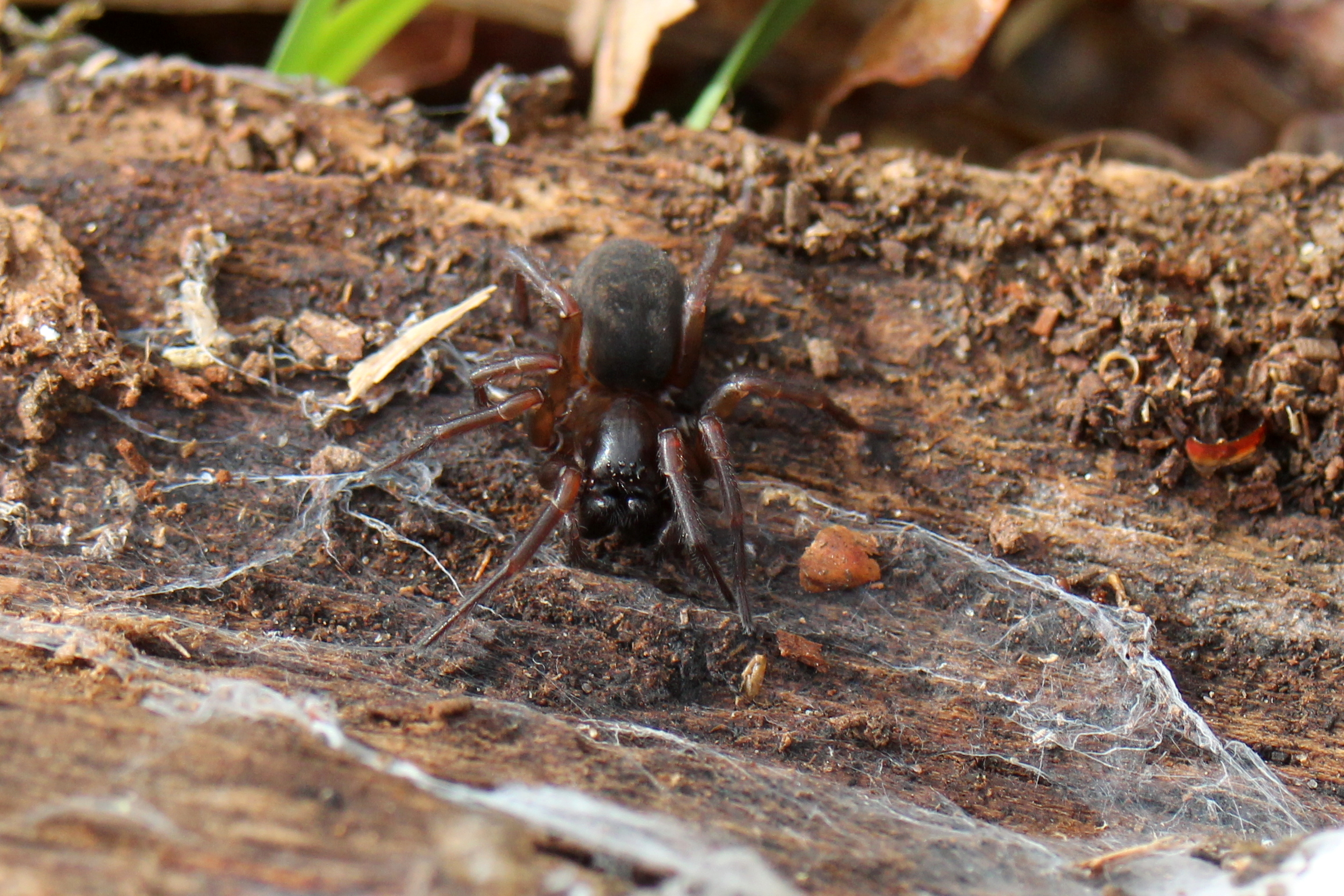
Weibchen auf seinem Fangnetz an einem Baumstumpf, einem häufigen Netzbaustandort der Gewöhnlichen Bodentrichterspinne.

Ein häufiger Netzbaustandort der Gewöhnlichen Bodentrichterspinne bilden die Stämme von Kiefern (Pinus) und an einem einzelnen Kiefernstamm können sich auch bei einem vergleichsweise geringem Durchmesser des Stammes mehrere bewohnte Netze der Spinne befinden. An diesen Stämmen lebende Individuen der Art legen ihre Netze bevorzugt zwischen der Borke und der umgebenden Rohhumus- oder Streuschicht an. Daneben nutzt die Spinne gelegentlich unter Steinen befindliche Flächen oder Baumstümpfe als Netzbaustandort.
Um ein Volllaufen des Netzes im Falle eines Anlegen dessen bei Stämmen durch Abwasser zu verhindern, legt die Gewöhnliche Bodentrichterspinne ihr Netz bevorzugt an der Ostseite, jedoch nicht der Osthälfte an. Gleichermaßen meidet die Art umso deutlicher die West- und Nordwestseite von den Stämmen aus dem gleichen Grund. Daneben werden, wenn auch weniger, die Nord- und Südseiten der Stämme angenommen, die Zwischenhimmelsrichtungen jedoch überwiegend gemieden. Vermutlich liegt dies daran, dass die Gewöhnliche Bodentrichterspinne mittels polarisationsoptischer Optimierung östlichere Auslegungen gegenüber westlicheren bevorzugt. Ist die Besiedelung der Ostfläche eines Kiefernstammes durch eine bereits zu groß ausgefallene Populationsdichte der Spinne nicht mehr möglich, dann nehmen die Individuen in dem Fall zur Wahrung eines Sicherheitsabstands von den an der Ostfläche befindlichen einen Abstand ein, der etwa 90° vom Grundschnitt des Baumstammes beträgt, sodass sich die Individuen dann an die Ost- und Südfläche des Stammes begeben.

##### Aufbauphase und Variation des Netzes

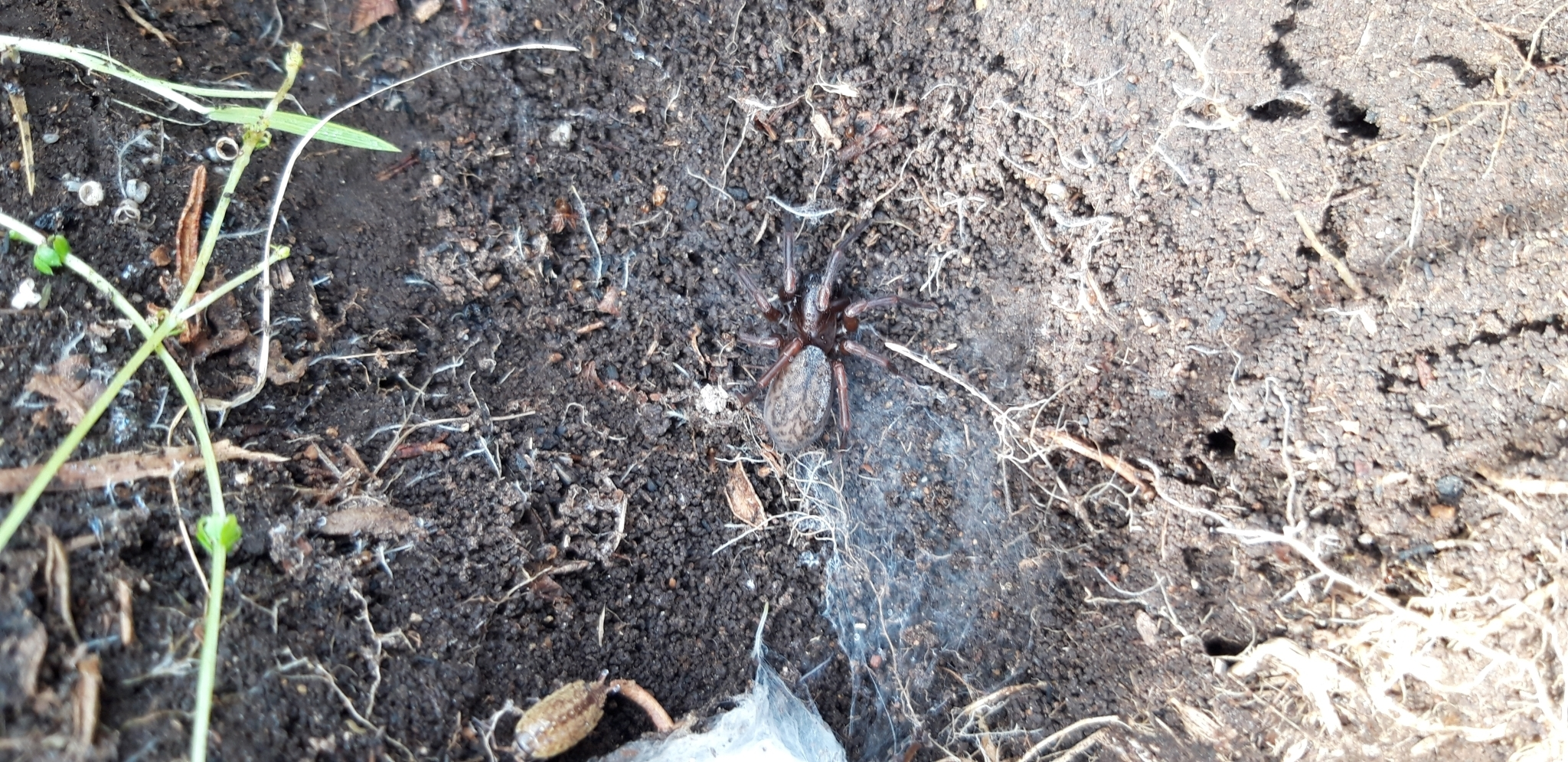
Netz eines Weibchens auf dem Bodengrund von oben. Unten ist auf dem Bild die Wohnröhre erkennbar.

Die Gewöhnliche Bodentrichterspinne ist dazu in der Lage, ihr Netz den Raumverhältnissen des jeweiligen Netzbaustandorts gut anzupassen, wodurch ihr Netz sehr variabel aufgebaut sein kann. Das Anfertigen eines Netzes erstreckt sich zumeist über mehrere Nächte und beginnt mit einer großräumigen Projektion des Netzes, die durch das Verlegen weniger dicker Spinnfäden zum Zwecke einer Art Skizzierung des zu anlegenden Netzes erfolgt. Auch Öffnungen, die sich für das Anlegen von Wohn- und Seitenröhren eignen, sind beim Entwurf bereits mit inbegriffen. Da die Einzelfäden nicht in gleichmäßiger Krümmung gezogen, sondern nur durch Zwischenanheftung abgewinkelt werden können, ist die Anlage einer Röhrenöffnung anfangs mehr oder weniger viereckig geformt. Später nehmen die Öffnungen eine runde Gestalt an, indem neue Fäden an den Eckbereichen angelegt und die bisherigen demzufolge überbrückt werden. Die Gewöhnliche Bodentrichterspinne kann bei Bedarf im Nachhinein ihr fertiges Gewebe mit weiteren Öffnungen versehen, indem sie diese in das Gewebe mit den Cheliceren beißt und anschließend mittels ihrer Beine auf die notwendige Breite zum Durchqueren ausweitet. Im Gegensatz dazu werden nicht mehr benötigte Öffnungen mit einem zarten Gespinst überspannt und verschlossen. Diese Öffnungen dienen der Spinne zur Flucht bei Störungen und können mit einem Hieb der vorderen Extremitäten wieder geöffnet werden.
Für das Anfertigen der Wohnröhre, die als Aufenthaltsort genutzt wird, verteilt die Gewöhnliche Bodentrichterspinne Spinnseide im ununterbrochenen Weiterschreiten durch ein charakteristisches Seitwärts- und Hochschwenken des Opisthosomas. Das dem Fang von Beutetieren dienende Netztapetum wird regelmäßig mit neuen Fangfäden erneuert, die in einer neuen Schicht in einem geringen Abstand über die jeweils vorherige angelegt werden und in fortschreitender Zeit auf diese herabsinkt. Insgesamt ist die Neigung für eine Ausbesserung des Netzes seitens der Gewöhnlichen Bodentrichterspinne jedoch eher gering, sodass in Rohhumus nach Grabtätigkeit angelegte Netze aufgrund der räumlichen Situation deutlich reduziert sind. In diesem Falle ist das andernfalls großflächige Tapetum als rundlicher Trichter ausgebaut und über den Bodengrund ausgebreitet oder schräg an Baumstämme gesponnen. An die Öffnung knüpft sich bei einem Netz dieser Bauweise die 7 bis 10 Zentimeter lange und in seltenen Fällen verzweigte Wohnröhre, die in einer blinden und tief im Bodenbereich befindlichen Kammer endet. In dieser Kammer hält sich die Spinne, sofern diese keine Tätigkeiten vollführt, auf. Die Wohnröhre verfügt zwischen der Wohnkammer und dem Röhreneingang über eine konische Erweiterung, an deren Gespinstwand die Reste verzehrter Beutetiere deponiert werden. Im Gegensatz zu Wohnröhren von Netzen der Gewöhnlichen Bodentrichterspinne, die im Humus verlaufen, sind solche, die dies in der Moosschicht tun, nicht selten stärker verzweigt.
Legt die Gewöhnliche Bodentrichterspinne ihr Netz unter Steinen oder in Baumstümpfen an, ist dieses in dem Fall deutlich großflächiger und komplexer angelegt. Es besitzt dann ein Bodentapetum, an dem parallel oder schräg dazu ein weiteres, großflächiges und engmaschiges Tapetum verläuft, das dem Fangzweck dient. Letzteres Tapetum geht an einer Seite in die dann U-förmig gekrümmte und an beiden Seiten offene Wohnröhre über, von der beide Mündungen sich beide jeweils an dem Fangtapetum binden. In diesem Falle ist das Zentrum der Röhre zur Wohnkammer erweitert und auch der Verzehr von Beute und deren Aufbewahrung für eine spätere Nahrungsaufnahme sowie der anfängliche Verbleib der Jungtiere finden dort statt. Allerdings halten sich letztere in  einem grobmaschigen Füllgewebe um die Wohnkammer auf, das nach der Eiablage noch zusätzlich übersponnen wird. Als Aufbewahrungsort für Beutereste dient bei Netzen dieser Bauart entweder eine seitliche Erweiterung der Wohnröhre oder eine seitliche Nische der Wohnkammer.

#### Beutefang und -spektrum

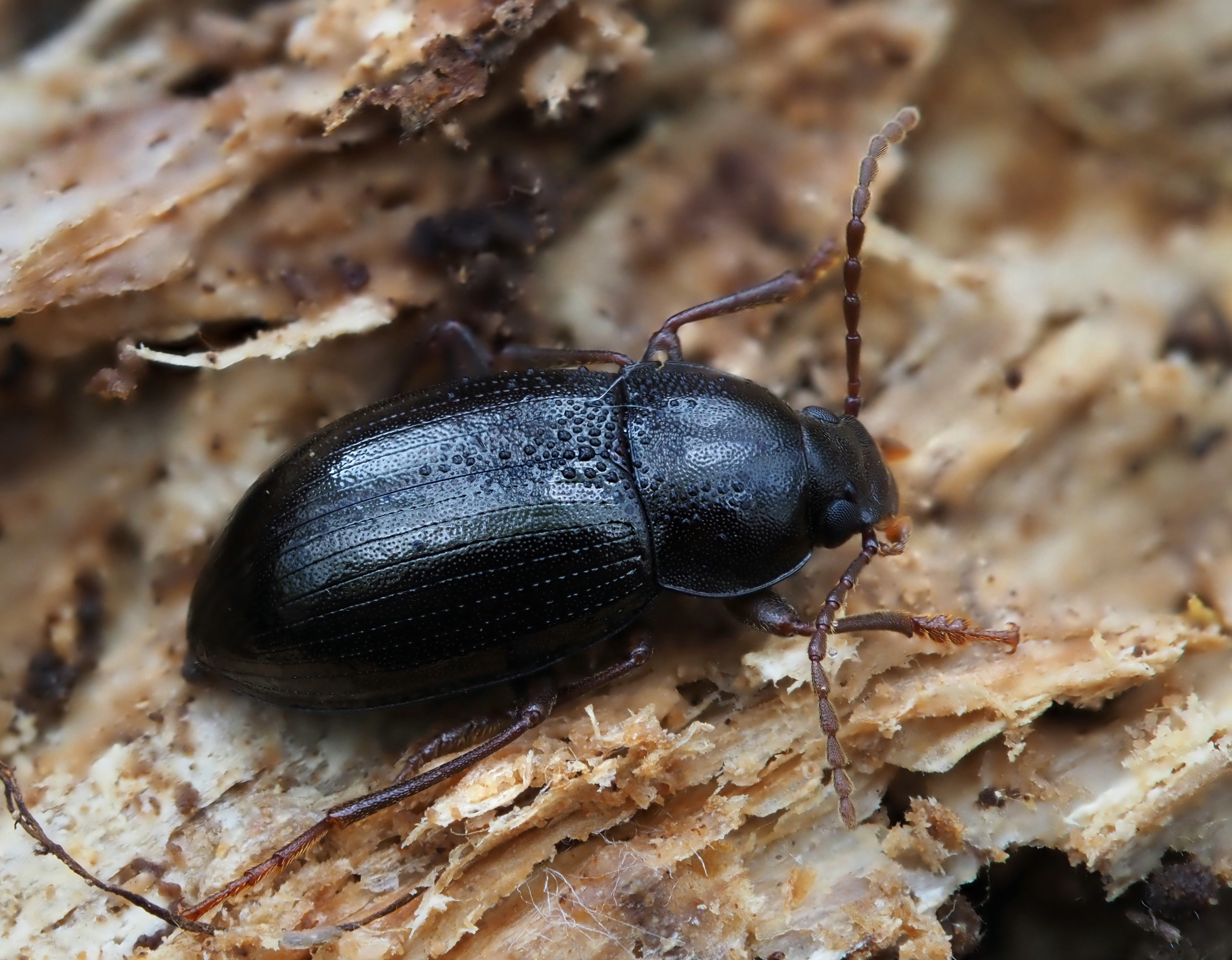
Schwarzkäfer (Tenebrionidae) wie Nalassus laevioctostriatus zählen zu den häufigeren Beutetieren der Gewöhnlichen Bodentrichterspinne.

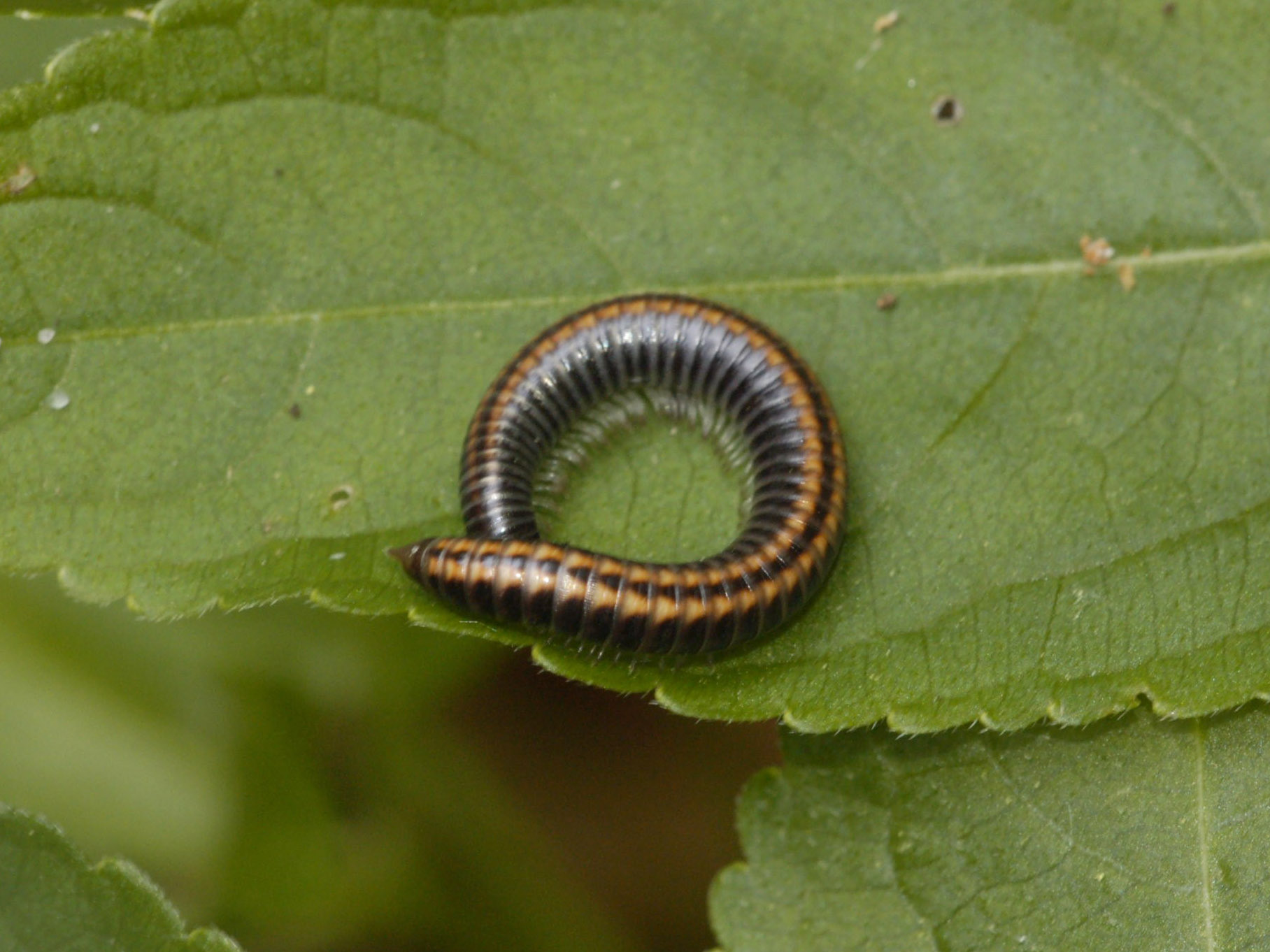
Der Sandschnurfüßer (Ommatoiulus sabulosus) ist durch sein Wehrsekret vor der Spinne sicher.

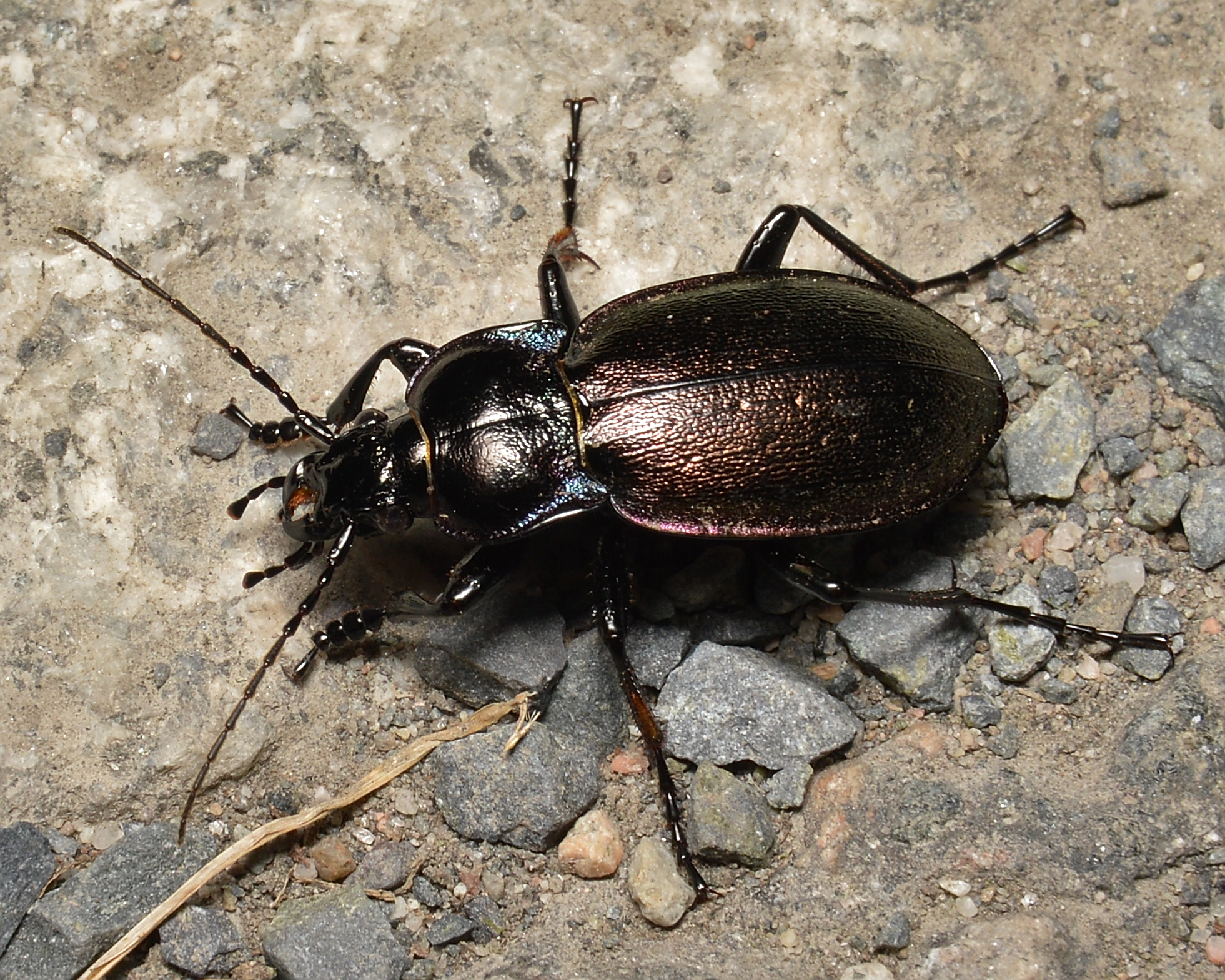
Recht große und wehrhafte Laufkäfer (Carabidae) wie der Hainlaufkäfer (Carabus nemoralis) werden von der Spinne auf den Rücken geworfen.

Die Gewöhnliche Bodentrichterspinne ist zwar ein opportunistischer Jäger ohne ein spezialisiertes Beutespektrum, erlegt aber entsprechend dem bevorzugten Netzbaustandort vorwiegend Käfer und darunter insbesondere deren Larven, die in der Nähe von Kiefernstämmen leben. Je nach Standort bilden bei Individuen der Gewöhnlichen Bodentrichterspinne vor allem Schwarzkäfer (Tenebrionidae) oder Laufkäfer (Carabidae) die Hauptbeute, wobei Individuen der Spinne, die in Kiefernstämmen leben vorzugsweise Käfer ersterer Familie und welche in Moosschichten zumeist Käfer letztgenannter Familie erbeuten. Darüber hinaus stellen unter Käfern Weichkäfer (Cantharidae), Marienkäfer (Coccinellidae) und Kurzflügler (Staphylinidae) geläufige Beutetiere der Gewöhnlichen Bodentrichterspinne dar. Weitere Insekten, die zum Beutespektrum der Spinne zählen, wären Ohrwürmer (Dermaptera), Zweiflügler (Diptera), Echte Bienen (Apidae) und Schlupfwespen (Ichneumonidae) genauso wie behaarte Raupen und Schmetterlingspuppen. Gemieden werden von der Art Doppelfüßer (Diplopoda), kleinere Wirbeltiere und im Regelfall auch Nacktschnecken.
Wie für Trichterspinnen (Agelenidae) üblich, wartet die Gewöhnliche Bodentrichterspinne, bis ein Beutetier das Netztapetum berührt. Dabei hält sich die Art am Tage in ihrer Wohnröhre verborgen und in der Nacht gerne an der Röhrenmündung auf. Wird ein Beutetier auf dem Netz der Spinne registriert, kommt diese blitzartig hervor und begibt sich umgehend zu dem Beutetier, das die Spinne durch die von ihm auf das Tapetum oder die umliegenden Fäden des Netzes übertragene Reaktion lokalisiert. Dabei ist der Ortungssinn der Gewöhnlichen Bodentrichterspinne ausgesprochen gut ausgeprägt und erlaubt es dieser, sich auf kürzestem Weg zum georteten Beutetier zu begeben. Ein mithilfe der Cheliceren verabreichter Giftbiss des Beutetieres tötet dieses, ehe es von der Spinne in die Wohnröhre getragen und dort verzehrt wird.
Die Gewöhnliche Bodentrichterspinne wendet zusätzlich je nach Beutetier verschiedene Methoden zur Überwältigung von selbigem an. Hartgepanzerte Käfer werden von der Spinne auf den Rücken geworfen, sodass diese mit ihren Cheliceren die Intersegmentalhaut (sehr dünner und wenig sklerotisierter, bzw. verhärteter Bereich des Exoskeletts) des Sternums im Bereich des Abdomens (Hinterleib) durchdringen kann. Schwarzkäfer werden von der Spinne um ihre Längsachse gedreht und Laufkäfer nach hinten geworfen. Diese Vorgehensweise der Spinne ist in der Beweglichkeit und Wendigkeit der jeweiligen Käfer begründet. Durch die von den Giftbissen der Spinne an der Intersegmentalhaut eines Käfers verursachten Lähmungen öffnet dieser seine Elytren (Deckflügel) und gewährt der Spinne auch rückenseitig Zugriff auf ihn. Die Gewöhnliche Bodentrichterspinne trennt bei Käfern nicht selten Abdomen und Thorax (Brust) durch kräftige Bisse voneinander und bearbeitet das Bruststück nach Hineinschieben einer Chelicere dann gesondert.

##### Verhalten gegenüber Beutetieren und Eindringlingen im Netz

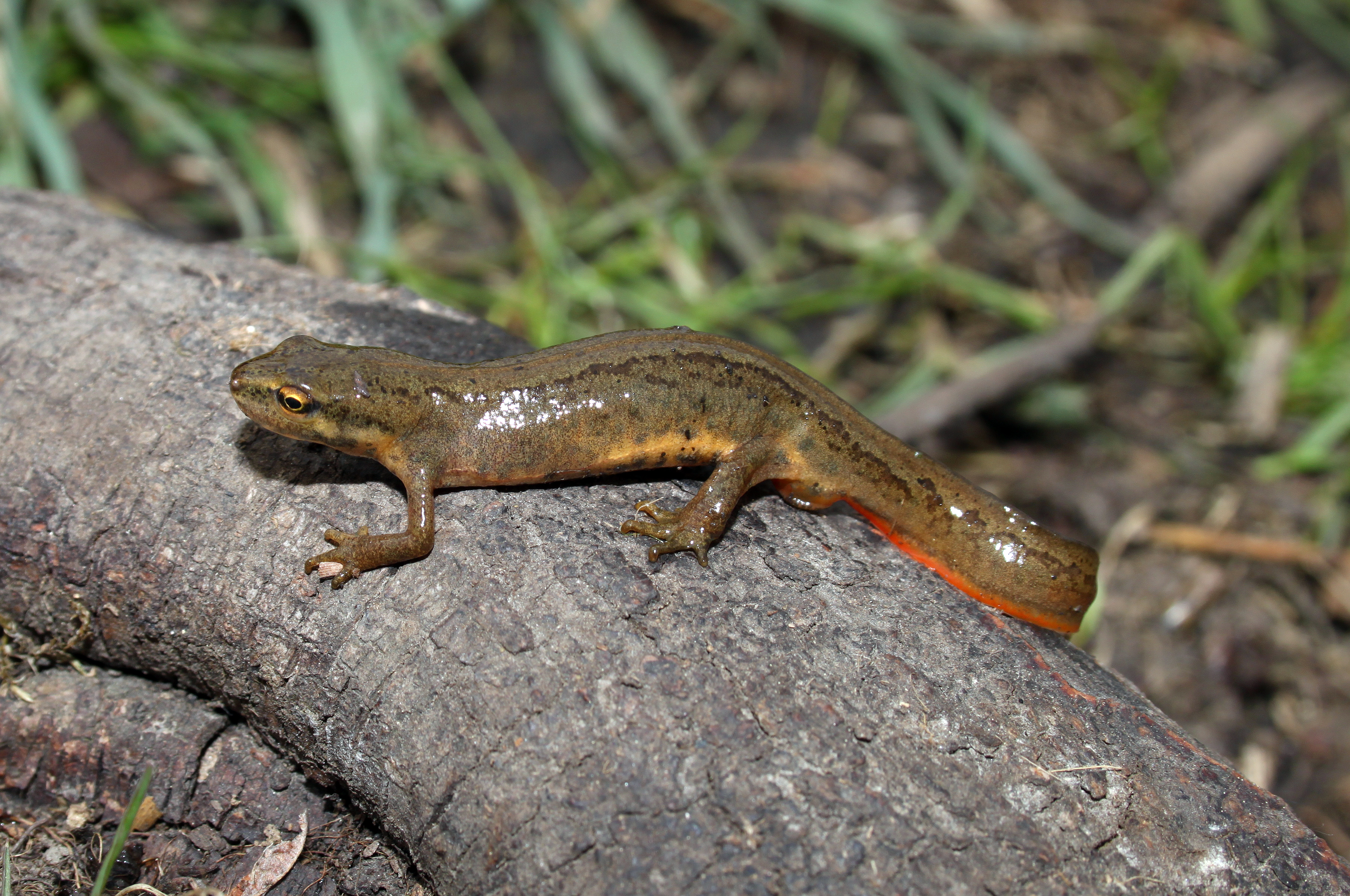
Der Teichmolch (Lissotriton vulgaris) etwa wird von der Gewöhnlichen Bodentrichterspinne aus dem Netz mittels Drohbissen vertrieben.

Die Gewöhnliche Bodentrichterspinne behandelt Beutetiere und Netzeindringlinge unterschiedlich, dabei oftmals mit verschiedenen Bissen. Während bei Beutetieren neben dem eigentlichen Lähmungsbiss noch sogenannte Orientierungsbisse vorausgehen, wendet die Art gegenüber im Netz unerwünschten Tieren, darunter Nacktschnecken und Molchen, Drohbisse an. Bei diesen sticht die Spinne unter federnden Bewegungen des aufgerichteten Prosomas mit den Spitzen der gespreizten Cheliceren auf den Eindringling ein.

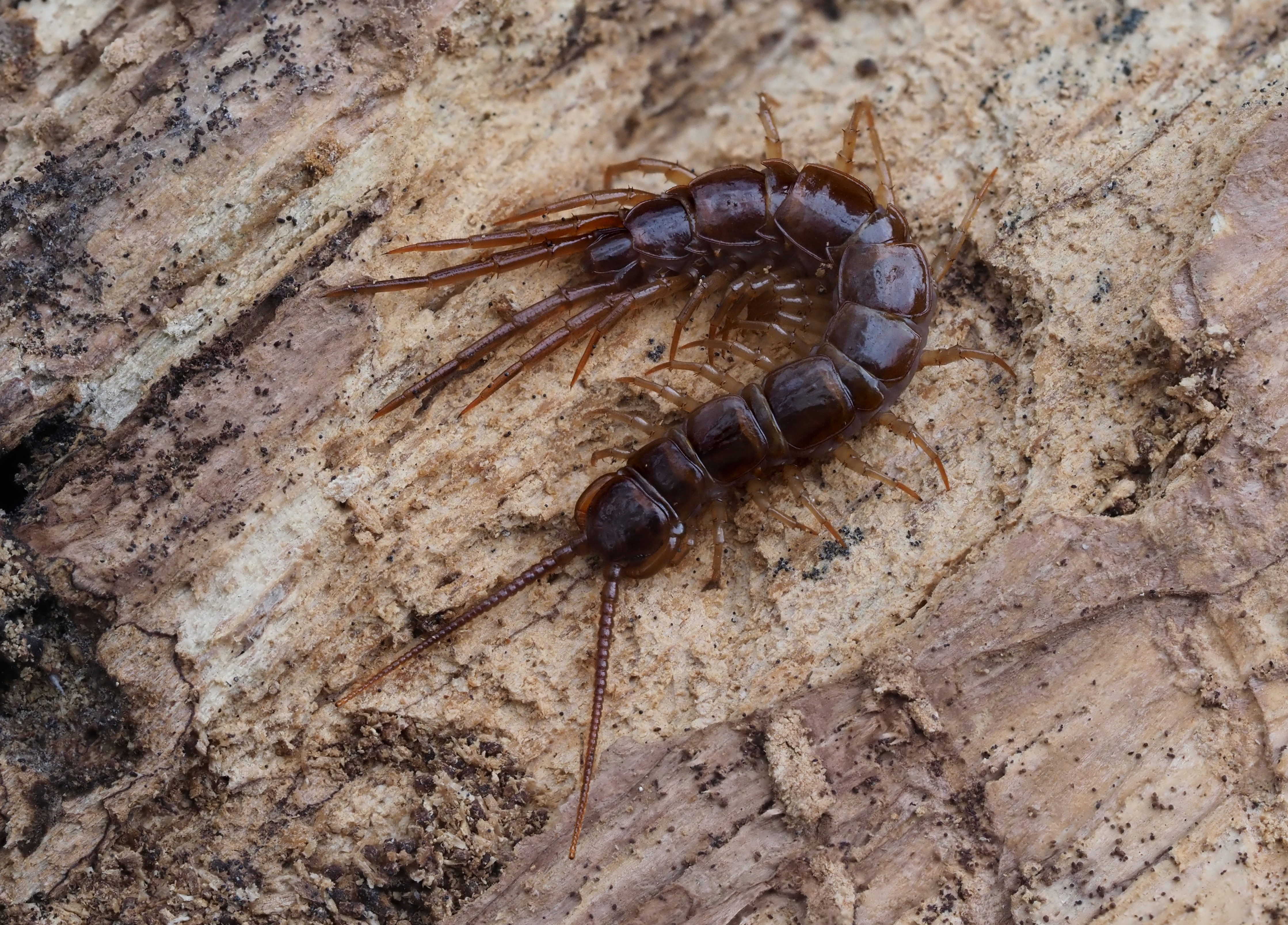
Einige Tiere, etwa der Gemeine Steinläufer (Lithobius forficatus) versuchen aus dem Netz der Spinne unauffällig zu entkommen, sollten sie in dieses gelangen.

Auffällig ist das Verhalten der Gewöhnlichen Bodentrichterspinne gegenüber ins Netz geratener Hundertfüßer (Chilopoda) und anderer Spinnen, die eine je nach Taxon unterschiedlich ausfallende und gesonderte Behandlung seitens der Gewöhnlichen Bodentrichterspinne erfahren. Hundertfüßer und nicht wenige im Netz fremdartige Spinnen versuchen aus diesem unauffällig hinauszuschleichen. Ein solches Verhalten ist insbesondere bei der Riedsackspinne (Clubiona reclusa) stark ausgeprägt. Gerät ein Individuum dieser Art in Berührung vom Netz eines Exemplars der Gewöhnlichen Bodentrichterspinne, so verlangsamt die Riedsackspinne umgehend alle Bewegungen und versucht sich unbehelligt aus dem Netz zu schleichen, indem sie mit behutsam aufgesetzten Schritten durch ihre tastend bewegten Extremitäten versucht, den kürzesten Weg aus dem Netz zu nehmen. Dieses Verhalten der Riedsackspinne wird vermutlich durch Registrierung eines Netzes der Gewöhnlichen Bodentrichterspinne durch den Tastsinn ausgelöst. Ist ein Entkommen aus dem Netz nicht möglich oder wird die Riedsackspinne durch Fremdeinwirkungen gar zur Röhrenöffnung vom Netz der Gewöhnlichen Bodentrichterspinne geleitet, führt letztere entweder einen Scheinangriff gegenüber der Riedsackspinne oder ruckartige Bewegungen am eigenen Netz aus. Bei diesen Reaktionen der Gewöhnlichen Bodentrichterspinne handelt es sich um Reaktionen, die von unterschwelligen Erschütterungsreizen ausgelöst werden.

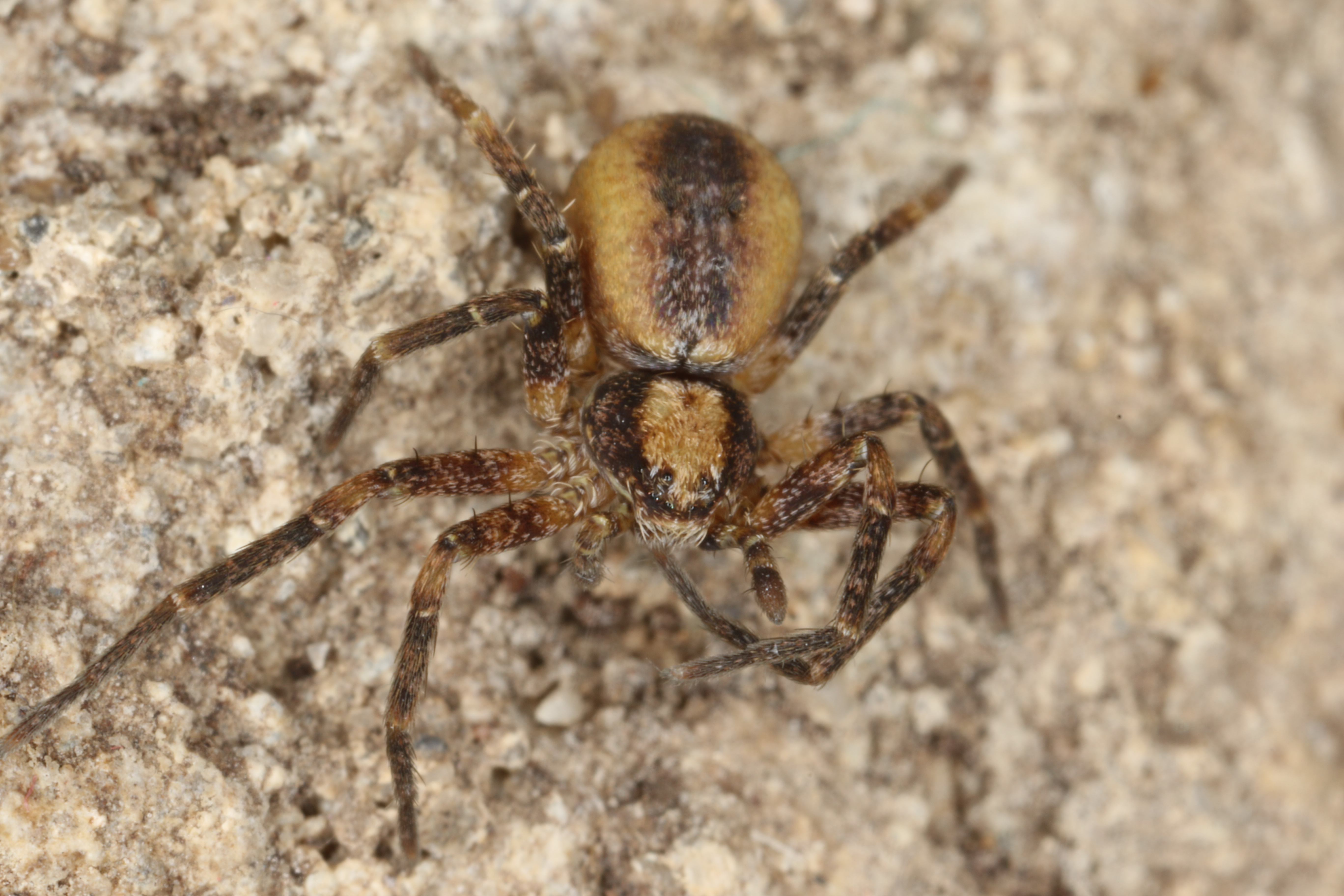
Einige andere Spinnen, darunter Flachstrecker (Philodromus) versuchen das Netz der Gewöhnlichen Bodentrichterspinne, sofern darauf befindlich, fluchtartig zu verlassen.

Nicht selten ließ sich nachweisen, dass ein Weibchen der Gewöhnlichen Bodentrichterspinne bei einer derartigen Begegnung einen Rückzug in die Wohnröhre ihres Netzes bevorzugt. Ob es sich hierbei um Orientierungsprobleme oder tatsächlich um ein durch das Wahrnehmen bestimmter Erschütterungen ausgelöstes, artspezifisches Abwehrverhalten seitens der Spinne gegenüber Netzeindringlingen handelt, ist unklar. Ein aggressives Abwehrverhalten der Gewöhnlichen Bodentrichterspinne gegenüber anderen Spinnen ließ sich bisher nur in Gefangenschaft nachweisen und auch nur dann, wenn die jeweilige Fremdspinne durch äußerliche Eingriffe zur Gewöhnlichen Bodentrichterspinne geleitet wurde. Exemplare der Riedsackspinne wurden in dem Fall ähnlich wie Käfer unverzüglich von den Individuen der Gewöhnlichen Bodentrichterspinne auf den Rücken geworfen und dann in das Sternum gebissen. Bei anderen Spinnen, darunter Feenlämpchenspinnen (Agroeca), Flachstreckern (Philodromus) und Fadenwebern (Stemonyphantes), ist ebenfalls ein Meideverhalten bemerkbar, sollten sie in ein Netz der Gewöhnlichen Bodentrichterspinne gelangen. Diese Spinnen verbleiben dann für mehrere Minuten unbeweglich und entweder sitzend oder liegend in dem Netz und richten sich schlagartig auf, sollten sie keine von der Netzeigentümerin verursachten Vibrationen mehr wahrnehmen, und verlassen das Netz dann blitzartig. Sollten die Fremdspinnen beim Fluchtversuch mit der Gewöhnlichen Bodentrichterspinne zusammenstoßen, bleiben diese wieder reglos stehen und werden von dieser kurzzeitig betastet. Danach werden sie von der Gewöhnlichen Bodentrichterspinne nicht weiter behandelt, sodass die Fremdspinnen das Netz verlassen können. Im Gegensatz dazu verbleibt dieses Meideverhalten bei einigen Käfern, darunter Marienkäfern (Coccinellidae) erfolglos, sodass diese auch im reglosen Zustand von der Spinne erbeutet werden, sollten sie sich in ihrem Netz befinden.

##### Theorie zur Optimierung der abgegebenen Giftmenge

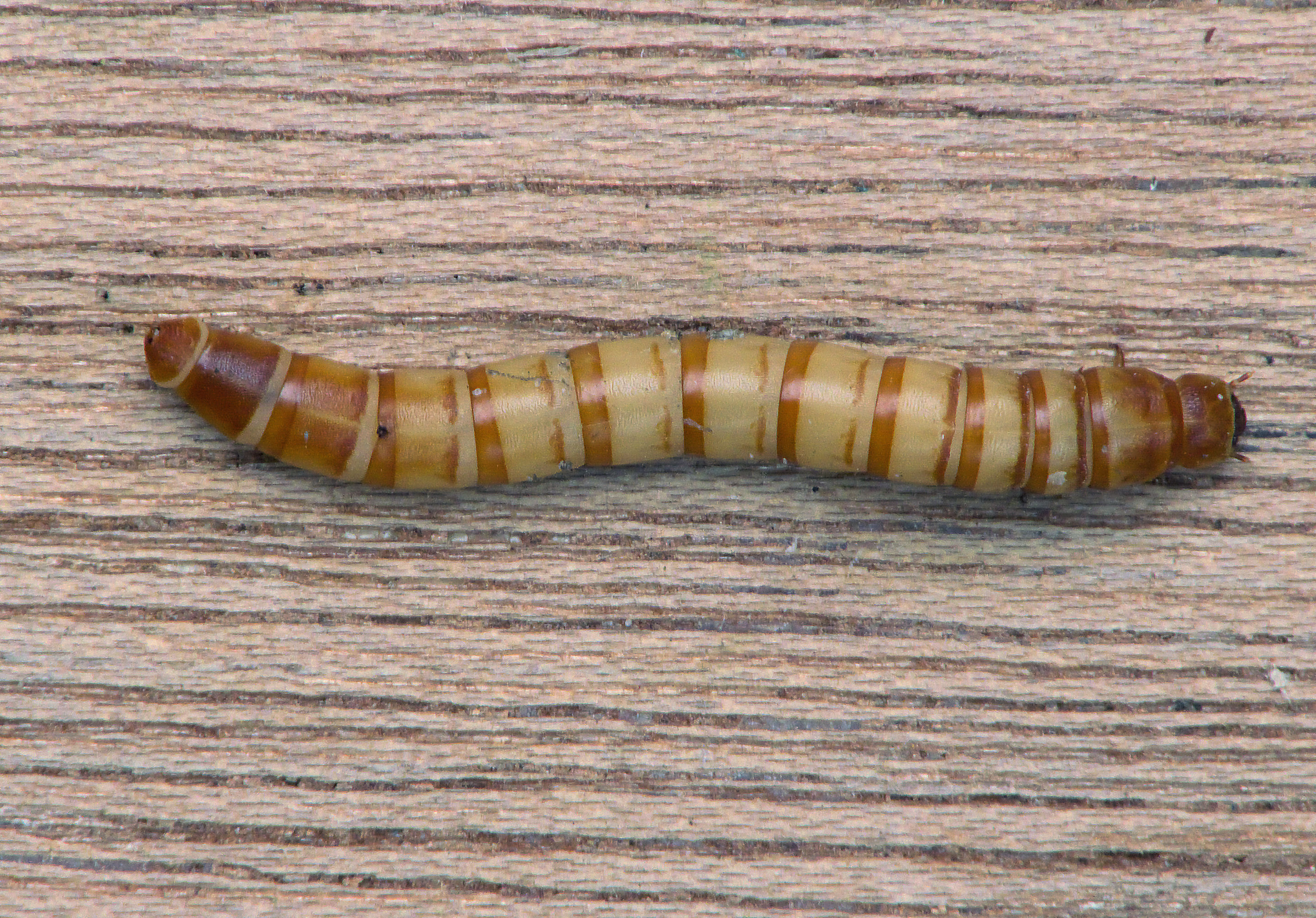
Bei weniger wehrhaften Beutetieren wie Mehlwürmern injiziert die Gewöhnliche Bodentrichterspinne anscheinend geringere Mengen an Gift in diese.

Wie bei anderen Spinnen, etwa der nicht näher verwandten und vorwiegend in Mittelamerika vertretenen Großen Wanderspinne (Cupiennius salei) aus der Familie der Fischerspinnen (Trechaleidae), so konnte auch bei der Gewöhnlichen Bodentrichterspinne beobachtet werden, dass diese anscheinend dazu in der Lage ist, die Menge des zu verabreichenden Gifts je nach Eigenschaft des Beutetieres anzupassen. Während bei von der Spinne durch ihre Cheliceren gehaltenen Exemplaren des Gemeinen Steinläufers (Lithobius forficatus) der Griff bereits nach fünf Minuten gelockert wird, geschieht dies bei Mehlwürmern erst nach 10 bis 20 Minuten. Daraus lässt sich herleiten, dass das von der Spinne verabreichte Gift bei wehrhafteren Tieren eine schnellere Wirkung erzielt, als dies bei wehrloseren der Fall ist und die Spinne somit bei für sie gefährlicheren größere Mengen an Gift injiziert.
Insbesondere beim Verhalten der Spinne gegenüber dem Gemeinen Steinläufer lässt sich dies gut nachweisen. Nach dem ersten von der Spinne verübten Lähmungsbiss an einem Steinläufer folgen noch die maximal zwei bereits erwähnten Nachbisse mit einer Dauer von je drei bis fünf Minuten. Anschließend beginnt die Spinne, sich zu reinigen und legt dabei ein Bein auf den Steinläufer, um diesen vermutlich auf weitere Lebenszeichen zu überprüfen. Liegt der Steinläufer auf den Rücken, können sich seine Beine noch im Leerlauf weiterbewegen und animieren die Spinne in dem Fall aber zu keinem weiteren Eingriff. Wird der Steinläufer in diesem Falle künstlich bewegt, erweist sich die Spinne erneut und unmittelbar zugriffsbereit. Dabei beißt die Spinne jedoch nicht immer zu, sondern stellt sich scheinbar prüfend über den Steinläufer.

##### Reinigung der Cheliceren nach dem Erlegen von Beutetieren
Die Gewöhnliche Bodentrichterspinne reinigt nach dem Erlegen eines Beutetieres gelegentlich ihre Cheliceren. Dazu beißt die Spinne in den umliegenden Bodengrund oder seltener in ihr Netz und reinigt die Cheliceren dadurch scheinbar von für die Spinne unverwertbaren Bestandteilen des jeweiligen Beuteobjekts. Sollte die Spinne ihre Cheliceren durch Bisse in den Bodengrund reinigen, verlässt sie zuerst die Wohnröhre durch eine seitliche Öffnung. Anschließend werden die Bisse kurz und vermehrt an verschiedenen Stellen am Boden hintereinander ausgeführt, ehe die Spinne wieder ihr Netz betritt und sich an weiteren Körperbereichen reinigt. Bei umliegenden Sand als Bodengrund kommt dieses Verhalten nicht vor.
Im Falle einer Reinigung der Cheliceren mithilfe des eigenen Spinnennetzes begibt sich die Spinne zuerst zu den seitlichen Netzbereichen oder zu der oberen Hälfte der Röhrenwand, ehe sie dort hineinbeißt. In diesem Falle reinigt die Spinne auch die Zähne an den Falzrändern der Cheliceren mit, indem sie daran befindliche Fremdbestandteile nach dem Ausschlagen der Klauen die Zähne verstärkt mit vor- und seitwärts ausgeführten Reibebewegungen abstreift.
Die Gewöhnliche Bodentrichterspinne übt diese Reinigungsmethode oftmals sowohl nach dem Verzehr von Beutetieren mit Wehrsekreten, als auch nach dem von Käfern, die oftmals aufwändig und mit mehreren Bissversuchen erledigt werden müssen, aus. Das legt die Vermutung nahe, dass diese Reinigung der Cheliceren nicht nur dem Entfernen von Beuteresten, sondern auch dem Befreien von überschüssigem Gift, das sich durch die vermehrten Bissversuche in den Falzbereichen der Klauen ansammelt, dient. Im Allgemeinen erfolgt diese Reinigung jedoch sehr unregelmäßig und auch bei verschiedenen Beutetieren in einer beliebigen Häufigkeit.

### Lebenszyklus und Phänologie
Der Lebenszyklus der Gewöhnlichen Bodentrichterspinne wird wie bei anderen in den gemäßigten Klimazonen vorkommenden Spinnen von den Jahreszeiten maßgeblich beeinflusst. Die Phänologie (Aktivitätszeit) beläuft sich bei ausgewachsenen Individuen beider Geschlechter überwiegend auf das ganze Jahr. Lediglich die Männchen sind im Januar absent.

#### Fortpflanzungsverhalten
Die Paarungszeit der Gewöhnlichen Bodentrichterspinne erstreckt sich vom Frühjahr bis zum Hochsommer. Das Fortpflanzungsverhalten besteht wie bei vielen anderen Spinnen aus einem komplexen Paarungsverhalten, dem ein ebenso ausgeprägtes Balzverhalten vorausgeht.

##### Balz und Annäherung
Die Balz der Gewöhnlichen Bodentrichterspinne ist in sich sehr wechselvoll und überdies ausgedehnt. Beide Geschlechtspartner nähern sich einander wechselseitig an. Auffällig ist, dass das Weibchen dabei das Männchen reizt und anders als bei anderen Spinnen nicht passiv verweilt.
Ein paarungswilliges Männchen wird, sobald am Netz eines geschlechtsreifen Weibchens angelangt, diesem nachstellen, während sich das Weibchen anfangs eher abweisend gegenüber dem Männchen verhält. Von dem Männchen lässt es sich zuerst zwar kurz betasten, zieht sich dann aber zurück. Das Männchen verbleibt daraufhin im Netz und wird seine Verfolgung des Weibchens einstellen und sich stattdessen der eigenen Körperreinigung widmen. Nach einiger Zeit nährt sich dann das Weibchen dem Männchen an. Sollte dieses daraufhin keine Annäherungsversuche beim Weibchen unternehmen, wird es vom Weibchen betastet und teilweise auch mithilfe seiner Extremitäten gestrichen. Darauf reagiert das Männchen ebenfalls mit einer aktiven Bestreichung des Weibchens mit seinen vorderen Beinen, worauf das Weibchen sich erneut entzieht und das Männchen seine Aktivität ein weiteres Mal einstellt. Verbleibt das Männchen inaktiv, nähert sich das Weibchen diesem an. Sollte das Männchen jedoch die Verfolgung fortführen, wendet sich das Weibchen ab. Im letzteren Fall wird diese Prozedur so lange fortgeführt, bis die Paarungsbereitschaft beider Geschlechtspartner derart gestiegen ist, dass entweder das Weibchen gegenüber dem Männchen die Paarung einleitet oder es direkt dazu veranlasst, indem es seinen Geschlechtspartner frontal anstürmt.
Neben den erläuterten Balzbewegungen kann es auch vorkommen, dass Männchen und Weibchen trippelartige Bewegungen in einer kreisförmigen Drehung, ein schnelles Trommeln mit den vorderen Beinen auf das Netz vollführen oder über dieses streifen. Zusätzlich ist bewiesen, dass das Männchen der Gewöhnlichen Bodentrichterspinne mit seinen Pedipalpen auf das Netz des Weibchens trommelt und zusätzlich zuckelnde oder vibrierende Bewegungen mit seinem Opisthosoma ausführt.
Das balzende Männchen der Gewöhnlichen Bodentrichterspinne verhält sich verglichen mit denen anderer Spinnenarten wenig vorsichtig. Lediglich ließ sich in seltenen Fällen ein Scheinangriff vom Weibchen auf das Männchen nachweisen, denen letzteres auswich. Einmalig konnte Tretzel bei seinen Untersuchungen in Gefangenschaft sogar nachweisen, dass ein Männchen ein Weibchen im Scheinangriff in seinem Netz tötete. Das mitunter angeblich für Grastrichterspinnen (Agelena) typische Erfassen der Patellae und Tibien vom Weibchen seitens des Männchens konnte gleicher Autor dreimalig nachweisen, darunter auch in hängender Position. Tretzel stellte die Theorie auf, dass es sich bei diesem Verhalten um ein Ritualverhalten oder aufgrund der eher unregelmäßigen Bewegungen der Männchen in dem Falle um Atavismus (Wiederauftreten von Merkmalen bei einem Lebewesen, die bei entfernteren stammesgeschichtlichen Vorfahren ausgebildet waren) handelt, da das Männchen in dem Fall durchaus an den Extremitäten des Weibchens zerrt und dadurch den Eindruck erweckt, das in einem katalepsieartigen Zustand verweilende Weibchen in eine für eine Begattung günstige Position zu richten, dies dafür notwendigen Mühen für das Ausführen dieser Aktion dann aber letztendlich dennoch nicht aufbringt.

##### Paarung und Spermienaufnahme
Bisher sind zwei verschiedene Paarungsstellungen bei der Gewöhnlichen Bodentrichterspinne nachgewiesen. Bei der ersten, die auch bei vielen Spinnen der Überfamilie der Lycosoidea ausgeprägt und allgemein als Position III bekannt ist, besteigt das Männchen frontal den Rücken des Weibchens, sodass beide Geschlechtspartner nun in die entgegengesetzte Richtung blicken. Beide Bulbi werden je einmal für eine Stunde in die Epigyne des Weibchens eingeführt. Die Haematodocha (elastische Gelenkhaut am Bulbus) des jeweiligen Bulbus schwillt während der Einfuhr immer wieder unregelmäßig an. Dabei kann die Einfuhr sowohl mit dem linken als auch mit dem rechten Bulbus beginnen. Das Männchen führt zur Einfuhr der Bulbi den Körper zuerst schräg auf einer Seite zur Körperachse des Weibchens und beugt sein Prosoma neben dem Opisthosoma seiner Geschlechtspartnerin herab, damit es durch seinen seitwärts gestreckten Pedipalpus die Vulva des Weibchens erreichen kann. Das Gleiche wiederholt sich auf der anderen Seite. Die Unterbrechung kann sowohl kurz als auch lang ausfallen. Ist letzteres der Fall, erfolgt vor der Einfuhr mit dem anderen Bulbus zuerst eine Trennung des Paares und erneut ein lang ausgedehntes Balzverhalten.
Neben der Paarungsstellung kann auch der Standort der Paarung auf dem Netz des Weibchens variieren. Standorte für die Paarung können horizontale Netzflächen, das Innere der Wohnröhre oder das Tapetum des Netzes sein. Die zweite Paarungsstellung neben der bereits erklärten und horizontal ausgelegten Position III ist die Vertikalstellung. Bei dieser ist das Weibchen entweder mit der Kopfseite nach oben oder unten ausgerichtet. Das Männchen ist diesem fast bauchseitig zugewandt oder nahezu rechtwinklig zur Körperlängsachse des Weibchens positioniert. Insgesamt können die Paarungen der Gewöhnlichen Bodentrichterspinne sehr unterschiedlich verlaufen und beide Geschlechtspartner die Orientierung währenddessen ändern.
Über die Spermienaufnahme ist bei der Gewöhnlichen Bodentrichterspinne kaum etwas bekannt. Tretzel konnte einmalig beobachten, dass bei einem in Gefangenschaft zu Beobachtungszwecken gehaltenen Paar der Art ein Männchen gegen Nachmittags ein Loch in das Netz des Weibchens gut zweieinhalb Stunden nach vollzogener Begattung biss. Anschließend setzte sich das Männchen neben das kürzlich geschaffene Loch und ließ darauf einen trüben und weißen Spermientropfen austreten. Durch einen Versuch, das Geschehen zu fotografieren, wurde das Tier jedoch verschreckt und flüchtete. Bei anderen von Tretzel unter Gefangenschaft beobachteten und verpaarten Männchen konnte der Autor ein derartiges Verhalten nicht feststellen. Das nach der Paarung befindliche sogenannte Begattungszeichen an der Epigyne des Weibchens ist bei der Gewöhnlichen Bodentrichterspinne kaum erkennbar. Das Männchen stirbt im Laufe des Herbsts nach der Paarung.

#### Eiablage und Aufbau sowie Aufbewahrung der Eikokons
Durchschnittlich 57 Tage nach der Paarung fertigt das Weibchen den ersten Eikokon, nach etwa 16 Tagen einen zweiten. Die Kokons werden nachts gefertigt. Der erste Kokon enthält rund 80 Eier. Der Höchstwert an Eiern in diesem Kokon beträgt 114. Die Anzahl der Eier im zweiten ist unbekannt. Die Grundplatte eines Eikokons der Art ist flach, sein Deckengespinst mehr oder weniger gewölbt. Seine Färbung ist weiß.
In Gefangenschaft konnte beobachtet werden, dass das Weibchen seine Eikokons außerhalb der Wohnröhre seines Netzes, dabei jedoch direkt neben dem Wohnbereich dieser deponiert. Der von der Spinne bevorzugte Aufbewahrungsort des Eikokons ist eine Grenzfläche am Füllgewebe des Netzes an einer schrägen bis steilen Gespinstdecke oder gelegentlich auch auf dem darüberliegende Netztapetum. Im Anschluss daran fertigt die Spinne durch Überspinnen des Gewebes, das den Kokon trägt, die sogenannte Kinderstube in Form eines unvollständigen und mit Füllgewebe durchlaufenden Raumes an, der sich zwischen dem kokontragenden Netzgewebe und der Wohnröhre befindet. Beide Kokons befinden sich direkt nebeneinander.
Die Kokons werden vom Weibchen zwar kaum bewacht, dafür allerdings mit Humus wenn auch unregelmäßig und lückenhaft getarnt. Dafür transportiert es über mehrere Stunden einzelne Humuspartikel und legt oder drückt diese auf das Deckengespinst des Kokons. Werden diese Partikel durch äußere Einflüsse entfernt, wird der Kokon im ungetarnten Zustand belassen.

#### Schlupf der Jungtiere
Der Schlupf der Jungtiere erfolgt bei Zimmertemperatur 24 Tage nach der Anfertigung des jeweiligen Eikokons. Dies geschieht seitens der Jungtiere selbstständig und ohne Hilfe des Muttertieres. Der Schlupf, der im Regelfall nachts geschieht, erstreckt sich über mehrere und maximal sechs Stunden. Am Morgen des Folgetages befinden sich die Jungspinnen mehr oder weniger gedrängt in der Kinderstube, während der nun leere Kokon an alter Stelle verbleibt. Der Schlupf findet im Juli statt.

#### Brutpflege
Ein auffälliges Merkmal der Gewöhnlichen Bodentrichterspinne ist die bei ihr ausgeprägte Brutpflege, was bei Spinnen eine Seltenheit ist. Die frisch geschlüpften Jungtiere verbleiben anfangs bei dem Muttertier und werden von diesem von Mund zu Mund gefüttert, ehe sie sich selbstständig machen. Deshalb wird die Brutpflege der Gewöhnlichen Bodentrichterspinne als Nahrungsfürsorge klassifiziert.
Die Jungtiere verbleiben nach dem Schlupf 34 Tage im Netz des Muttertieres. In dieser Zeit durchlaufen sie drei Häutungen jeweils in den Abständen von fünf, sechs und 19 bis 22 Tagen. Das Muttertier bleibt nach dem Schlupf der Jungtiere noch 33 bis 81 Tage am Leben.

##### Identifikation der Jungtiere seitens des Muttertiers
Das für die Gewöhnliche Bodentrichterspinne typische Brutpflegeverhalten wäre mitunter auch aus phylogenetischer (stammesgeschichtlicher) Sicht nur gegeben, sofern ein Muttertier der Art die von seinen Nachkommen ausgehenden Erschütterungen im eigenen Netz von denen, die durch andere Lebensformen, darunter auch Beutetiere und Prädatoren (Fressfeinde) ausgelöst werden, unterscheiden kann. Allerdings ist bislang nicht gänzlich geklärt, wie diese Differenzierung genau funktioniert. Auch artfremde Spinnen in der Größe der Jungtiere können von einem Muttertier der Gewöhnlichen Bodentrichterspinne im eigenen Netz als solche erkannt und getötet werden. Aufgrund dessen erwies sich die Theorie, dass die Jungtiere nicht den zur Auslösung des Jagdtriebs des Muttertieres erforderliche Intensität umgeht als falsch. Dennoch lösen atypische Bewegungen von Jungtieren ein misstrauisch anmutendes Verhalten des Muttertieres aus, das dann auf das Jungtier sprungartig zueilt und sich über diesem positioniert. Anschließend versperrt das Muttertier dem zu untersuchenden Jungtier mit seinen vorderen Beinen den Rückweg und betastet mit seinen Pedipalpen dessen Opisthosoma für eine Sekunde. Anschließend läuft das Jungtier einfach weg oder das Muttertier wendet sich ruckartig vom Jungtier ab. Bei diesem Kontrollverhalten dürfte es sich um eine ritualisierte Fanghandlung handeln, bei der ein aktiver Zugriff, wie er bei Beutetieren üblich wäre, nicht stattfindet. Der Nachweis der Jungtiere ist nicht vorgegeben, sondern variiert je nach Situation und dem Erregungsgrad des Muttertieres. Während der Geruchs- und der Tastsinn scheinbar keinen Teil für die Erkennung der Jungtiere seitens des Muttertieres beitragen, so scheinen bestimmte Bewegungen der Jungtiere, darunter Beinbewegungen oder Körperzittern, der Identifizierung zu dienen. Grundsätzlich scheint ein Muttertier der Gewöhnlichen Bodentrichterspinne seine Nachkommen an deren Verhalten als solche zu erkennen.

##### Versorgung und Fütterung der Jungtiere
Ein Muttertier der Gewöhnlichen Bodentrichterspinne überlässt im Regelfall von diesem bereits überwältigte und eingespeichelte Beutetiere. Für die Versorgung seiner Jungtiere tötet das Muttertier Beuteobjekte schneller als gewöhnlich ab und reduziert seine Nahrungsaufnahme. Die Jungtiere zeigen gegenüber dem Muttertier ein bettelartiges Verhalten beim Bedürfnis nach Nahrung, was dann deutlich in Erscheinung tritt, sollte das Muttertier ein kleineres Beutetier frei zwischen den Cheliceren halten. Dafür bestreichen die Jungtiere entweder mit dem ersten Beinpaar oder mit den Pedipalpen eine beliebige Körperstelle des Muttertiers, bevorzugt jedoch dessen Cheliceren, Pedipalpen oder Beine. Dieses löst daraufhin den Griff an der Beute. Ein einzelnes Jungtier bemächtigt sich dann des Beutetiers, indem es sich mit dem Prosoma über dieses positioniert und dem Muttertier das Opisthosoma zuwendet. Um es vor seinen Geschwistern zu verbergen, transportiert das Jungtier das Beuteobjekt dann in einen versteckten Bereich im Netz des Muttertiers. Insbesondere ältere Jungtiere warten meistens jedoch gar nicht mehr, bis das Muttertier ein Beuteobjekt fallen lässt, sondern erklimmen das Muttertier mit streichenden Bewegungen und erfassen das Beutetier mit ihren Mundwerkzeugen. Das Muttertier öffnet seine Cheliceren und verharrt anderweitig starr und widmet seinen Nachkommen anderweitig keinerlei Aufmerksamkeit. Ist ein Beuteobjekt vom Muttertier nicht ausreichend gelähmt, verweigern die Jungtiere die Nahrungsaufnahme.
Die Abgabe größerer Beute scheint auf diesem Mechanismus zu basieren, wobei das Muttertier das Beutetier in dem Fall auf dem Boden der Wohnröhre liegenbleibend verlässt. Das bettelartige Verhalten der Jungtiere scheint sich von den Tastbewegungen mit dem ersten Beinpaar und Riechbewegungen mithilfe der Pedipalpen abgeleitet zu haben. Aus phylogenetischer Sicht dürfte es sich bei der Abgabe von Beutetieren um eine Teilhandlung oder Vorbereitung eines Angriffs des Muttertiers handeln, das von diesem gegenüber ein strömendes Jungtier anwenden würde, wofür es jedoch seine Cheliceren für einen Zugriff von der daran befindlichen Beute befreien müsste.
Bei größeren Beutetieren, etwa Larven oder Käfern bevorzugen die Jungtiere insbesondere die trockenen Bereiche der Intersegmentalhaut sowie Wundbereiche, bei denen Bestandteile des Innenlebens austreten. An diesen befinden sich die Jungtiere nicht selten dicht aufeinander in Trauben gedrängt. Auf die Bewegung ihrer Geschwister reagieren die Jungtiere bei Bemerkung dieser mit heftigen Tritten der hinteren Beine, da Verdrängungsversuche der Jungtiere untereinander nur von hinten zu erwarten wären. Eine Unterscheidung der Bewegungen ihrer Geschwister von anderen ist den Jungtieren anhand derer Betastungsweise möglich. Tretzel konnte bei einem Muttertier nach der Nahrungsaufnahme beobachten, dass dieses seine Nachkommen mit erbrochener flüssiger Nahrung versorgt.
Die Jungtiere präferieren vom Muttertier vorverdaute und demzufolge bereits eingespeichelte Nahrung deutlich gegenüber frischer und werden auf eine Entfernung unter 15 Millimetern durch Duftstoffe angelockt. Über größere Distanzen im Netz macht ein Muttertier seine Nachkommen über taktile Locksignale in Form von Bewegungen und Vibrationen auf dem Netz aufmerksam, die demzufolge eine Auslösefunktion haben. Diese Bewegungen variieren sehr untereinander und folgen keinem festgelegten Muster. Ihre einzige Gemeinsamkeit ist ihre eher schwache und weiche Intensität. Nach der Ausprägung der jeweiligen Lockwirkung geordnet, kommt eine derartige Lockfunktion den Putzbewegungen, den Laufbewegungen beim Überspinnen der abgelegter Beutetiere und den rhythmischen Schwingungen beim Einspeicheln und Aussaugen dieser zu. Umgekehrt ist allerdings dessen zeitliches Auftreten. Aufgrund dessen ist ungeklärt, ob die graduellen Unterschiede in der Reizwirkung tatsächlich auf ihren Ausprägungen oder lediglich auf einer Gesamtwirkung durch Wiederholung grundsätzlich verschiedener Reize, die alle jedoch die identische Funktion besitzen, beruhen. Ein für die Jungtiere gesondertes Verhalten von einem Muttertier gegenüber den Jungtieren ließ sich bei der Gewöhnlichen Bodentrichterspinne nicht nachweisen und das Beutefangverhalten wird vom Muttertier wie gewohnt fortgeführt. Die Funktion von Locksignalen nehmen die Bewegungen des Muttertieres erst bei gewonnener Erkennung und Registrierung seitens der Jungtiere an. Selten kommt es bei Muttertieren der Gewöhnlichen Bodentrichterspinne zu klopfenden oder zupfenden Bewegungen mit den Extremitäten, die anscheinend von taktilen Bewegungen der Jungtiere selber ausgelöst werden. Diese Vorkommnisse kommen dann zustande, wenn sich ein Muttertier kürzlich gefangene und kleinere Beutetiere vor bereits genährten Jungtieren befindet und wirken auf die Jungtiere auffallend stark als Lockmittel.
Daneben kann das Muttertier auch Jungtiere mit einem Netzstoß davor bewahren, in Überwältigungen von Beutetieren involviert zu werden. Diese Aktion besteht aus einer kurzen und heftigen Netzbewegung, die das Muttertier im Regelfall durch stampfendes Aufsetzen eines Beines des vierten Beinpaars oder seltener durch ein Aufschlagen des Opisthosomas vollbringt, woraufhin sich die Nachkommen in die Wohnröhre begeben. Dieses Warnsignal dürfte als Intentionshandlung des Muttertieres gesehen werden, bei der es diesen die Ortung des Beutetiers erschwert. Da die Ortung durch Vibrationen im Netz bei der Gewöhnlichen Bodentrichterspinne angeboren ist, sammeln sich die Jungtiere durch gegenseitige Anlockung, die wiederum durch deren eigene Bewegung ausgelöst wird.

##### Gegenseitiges Verhalten der Jungtiere
Die Jungtiere der Gewöhnlichen Bodentrichterspinnen zeigen kein gegenseitiges Töten bei der Nahrungsaufnahme in der Wohnröhre vom Netz des Muttertiers. Anders verhält es sich bei länger anhaltender Nahrungsknappheit, Störungen im Netz und bei Umgebungswechseln. Die Anzahl der Jungtiere im Netz des Muttertiers halbiert sich in etwa im Laufe der Zeit. Am häufigsten sterben jüngere Nachkommen durch ältere und vor allem solche, die gegenüber ihren Geschwistern kein ausreichendes Reaktionsvermögen für eine Gegenwehr besitzen oder deren Bewegungen gar vernachlässigen. Es ist möglich, sowohl Jungtiere als auch Muttertier der Gewöhnlichen Bodentrichterspinne jeweils zu tauschen. Die Muttertiere zeigen keinerlei Reaktion bei derartigen Neuankömmlingen, die nicht Teil ihrer eigenen Brut sind. Jungtiere in früheren Stadien scheinen sich einander anzupassen, während dies bei solchen in bereits fortgeschritteneren nicht mehr der Fall ist. In dem Falle halten sich die Jungtiere von den anderen fern und versuchen aus der ihnen fremden Obhut zu fliehen. Dadurch erschließt sich, dass die Jungtiere der Gewöhnlichen Bodentrichterspinne das Netz des eigenen Muttertiers von dem anderer auseinanderhalten können.

##### Evolutionäre Entwicklung des Brutpflegeverhaltens
Die Jungtiere der Gewöhnlichen Bodentrichterspinne kommen während des Aufenthalts im Netz des Muttertieres mit Organismen in Kontakt, die sie selber im Gegensatz zu dem Muttertier selber nicht überwältigen können. Dieses Verhalten beweist demnach, dass die Jungtiere der Gewöhnlichen Bodentrichterspinne in Arealen aufwachsen, in denen nicht ausreichend für sie notwendige Beutetiere vorkommen und sich im Laufe der Evolution an die Fürsorge ihres Muttertiers mangels alternativer Überlebensfähigkeiten angepasst haben. Auch die Registrierung des Muttertiers und der Jungtiere untereinander mitsamt dem gegenseitigen Verhalten scheint auf evolutionären Selektionsanpassungen zu beruhen. Dennoch scheint die Brutpflege der Art aufgrund des untereinander auftretenden Kannibalismus der Jungtiere untereinander sowie die große Variation des Brutpflegeverhaltens vom Weibchen der Gewöhnlichen Bodentrichterspinne. Es bestehen Parallelen zu verschiedenen als „soziale Spinnen“ bezeichneten Spinnenarten, bei denen innerartliche Verbände allerdings über die gesamte Lebenszeit ausgeprägt sind.

#### Heranwachsen der Jungtiere
Sobald die Jungtiere der Gewöhnlichen Bodentrichterspinne selbstständig geworden sind, wachsen sie zumindest bei Zimmertemperatur im Falle von Weibchen bei neun und im Falle von Männchen über acht Monate heran. Auffallend ist, dass die Gewöhnliche Bodentrichterspinne im Gegensatz zu vielen anderen Spinnen in jeder Lage und in jedem Stadium leicht vonstattengeht. Nach dem Schlupf im Juli durchlaufen die Jungtiere im Schlupfjahr noch vier bis fünf Häutungen und überwintern dann im halbwüchsigen Zustand. Junge Weibchen erreichen bereits ab der sechsten und junge Männchen ab der fünften Woche 65 % ihrer endgültigen Körperlänge. Anschließend folgt eine je nach Anpassung unterschiedlich lang verlaufende Latenzzeit, die sich dabei auf einen Zeitraum von rund drei Monaten beläuft. In seltenen Fällen können Männchen bereits vorzeitig die Geschlechtsreife erlangen, was dann mit der sechsten Häutung nach dem Verlassen der Obhut seines Muttertiers geschieht. Die Lebenszeit beträgt dann die Dauer der Entwicklung.

## Systematik
Die Systematik der Gewöhnlichen Bodentrichterspinne durchlief mehrfach Änderungen. Der Artname terrestris stammt aus der lateinischen Sprache und bedeutet irdisch, bzw. terrestrisch und rührt demzufolge von der bodenbewohnenden Lebensweise der Spinne. Anders, als es ihr deutschsprachiger Trivialname vermuten ließe, ist die Gewöhnliche Bodentrichterspinne nicht die Typusart der Bodentrichterspinnen (Coelotes). Dies ist die Westliche Bodentrichterspinne (C. atropos, unter dem synonymen Namen Coelotes saxatilis Blackwall, 1841).
Die Gewöhnliche Bodentrichterspinne wurde bei der 1834 von Karl Friedrich Wider durchgeführten Erstbeschreibung in die ehemalige Gattung Aranea Walckenaer, 1802 unter der Bezeichnung A. terrestris eingeordnet (Walckenaer verwendete den Gattungsnamen Aranea für alle Webspinnen, dies ist aber die einzige von Wider in diese Gattung eingeordnete Art). Später wurde sie von vielen Autoren der Gattung Amaurobius zugeordnet. Über die korrekte Verwendung dieses Gattungsnamens gab es lange Streit, weil Carl Ludwig Koch den Namen zweimal mit unterschiedlichen Typusarten eingeführt hatte. Dies wurde erst dadurch gelöst, dass die ICZN den Gattungsnamen Coelotes Blackwall, 1841 formell festgeschrieben hat. Die noch heute gängige Bezeichnung C. terrestris für die Gewöhnliche Bodentrichterspinne fand erstmals 1897 von Cornelius Chyzer und Władysław Kulczyński Verwendung und ist seit einer Gattungsrevision von Rose de Blauwe 1973 die durchgängig angewandte Bezeichnung für die Art.